# Гумилёв, Лев Николаевич
Лев Никола́евич Гумилёв (18 сентября (1 октября) 1912, Санкт-Петербург — 15 июня 1992, там же) — советский и российский учёный, писатель и переводчик. Археолог, востоковед и географ, историк, этнолог, философ. Доктор исторических наук (1961). Создатель пассионарной теории этногенеза.
Сын поэта Николая Гумилёва и поэтессы Анны Ахматовой. В 1930—1940-е годы, осознавая влечение к исторической науке, сочинял стихи и прозу; на рубеже 1950—1960-х годов переводил поэзию с персидского языка. С 1931 года активно участвовал в геологических и археологических экспедициях (всего до 1967 года принял участие в 21 экспедиционном сезоне). В 1934 году поступил в Ленинградский государственный университет на только что восстановленный исторический факультет. Четырежды был арестован, причём в первый раз — в декабре 1933 года — через 9 дней отпущен без предъявления обвинения. В 1935 году подвергся второму аресту, но благодаря заступничеству многих деятелей литературы был отпущен на свободу и восстановлен в университете. В 1938 году подвергся третьему аресту и получил пять лет лагерей; заключение отбывал в Норильске. 13 октября 1944 года Туруханским районным военкоматом (город Игарка) призван в ряды Красной армии, служил рядовым в 1386-м зенитном артиллерийском полку, участвовал в Берлинской операции. 28 ноября 1945 года демобилизован. После демобилизации окончил экстерном исторический факультет, в 1948 году защитил диссертацию на соискание степени кандидата исторических наук. В 1949 году вновь был арестован, обвинения были заимствованы из следственного дела 1935 года; был осуждён на 10 лет лагерей. Срок отбывал в Казахстане, на Алтае и в Сибири. В 1956 году после XX съезда КПСС освобождён и реабилитирован, несколько лет работал в Эрмитаже, с 1962 года до выхода на пенсию в 1987 году состоял в штате научно-исследовательского института при географическом факультете ЛГУ.
В 1961 году защитил диссертацию на соискание степени доктора исторических наук, в 1974 году защитил вторую докторскую диссертацию — по географии, но степень не была утверждена ВАК. Научное наследие включает 12 монографий и более 200 статей. В 1950—1960-х годах занимался археологическим исследованием Хазарии, историей хунну и древних тюрок, исторической географией, источниковедением. С 1960-х годов начал разработку собственной пассионарной теории этногенеза, с помощью которой он пытался объяснить закономерности исторического процесса. Крупным вкладом Гумилёва в науку считается теория периодического увлажнения центральной Евразии и популяризация истории кочевников. В исторических исследованиях Л. Н. Гумилёв придерживался идей, близких евразийству.
Взгляды Гумилёва выходят далеко за рамки научных представлений. Ряд учёных рассматривает пассионарную теорию как выходящую за пределы науки, квазинаучную или псевдонаучную. 

## Детство и юность (1912—1929)

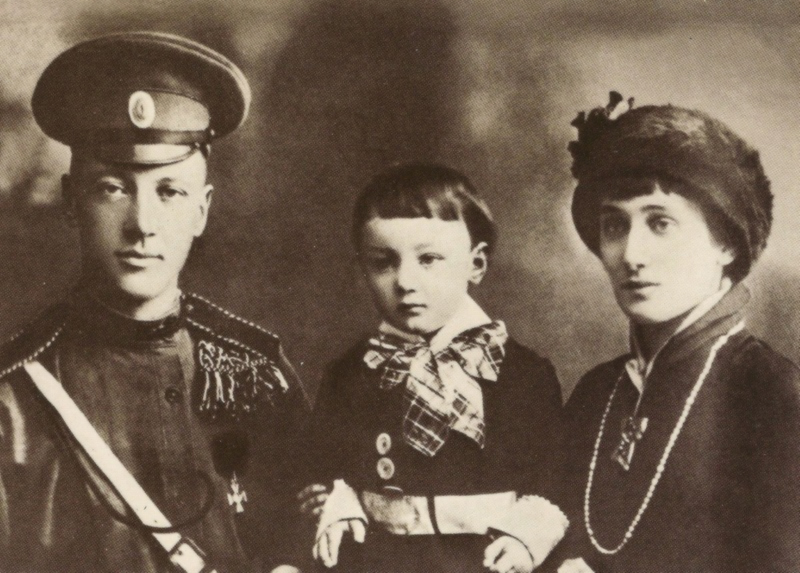
Лев Гумилёв с родителями, 1915

Лев Гумилёв был единственным ребёнком в браке знаменитых поэтов Николая Гумилёва и Анны Ахматовой. Во время беременности Ахматовой супруги находились в Италии, об этом путешествии почти не сохранилось сведений. Вернувшись в Россию, всю вторую половину июля и начало августа 1912 года Николай и Анна провели в Слепнёве Бежецкого уезда — имении матери поэта Анны Ивановны Гумилёвой. Рождение наследника было долгожданным событием, ибо брак старшего брата Гумилёва — Дмитрия — оказался бездетным, и на сельском сходе крестьянам обещали простить долги, если родится мальчик.
У Николая Гумилёва

Высоко задрана нога.

Далёко в Царском воет Лёва,

У Николая Гумилёва

Для символического клёва

Рассыпанные жемчуга,

У Николая Гумилёва

Высоко задрана нога.

Печальным взором и пьянящим

Ахматова глядит на всех,

Глядит в глаза гостей молчащих

Печальным взором и пьянящим,

Был выхухолем настоящим

Её благоуханный мех.

Печальным взором и пьянящим

Ахматова глядит на всех.
Лев Гумилёв появился на свет 18 сентября (1 октября) 1912 года в родильном приюте императрицы Александры Фёдоровны на 18-й линии Васильевского острова в Петербурге. Через несколько дней ребёнка перевезли в дом Гумилёвых в Царское Село. 7 октября по старому стилю его крестили в Екатерининском соборе. Современники в своих воспоминаниях указывали, что Ахматова довольно быстро освободилась от материнских забот, и чуть ли не с первого дня жизни Лев Гумилёв оказался на попечении бабушки. Обстоятельства поэтического быта молодой семьи Гумилёвых передаёт шутливое стихотворение В. В. Гиппиуса «По пятницам в „Гиперборее“», приводимое во врезке.
Летом 1917 года из-за угрозы погрома А. И. Гумилёва покинула своё родовое имение в Слепнёве и отбыла в Бежецк, причём крестьяне позволили забрать ей библиотеку и часть мебели. Ахматова и Н. Гумилёв официально развелись в 1918 году по инициативе Анны Андреевны. В конце августа 1918 года А. И. Гумилёва с внуком переехала в Петроград к Н. Гумилёву. Гумилёв брал сына с собой, отправляясь в город по литературным делам, водил его и к А. Ахматовой, жившей тогда с востоковедом В. К. Шилейко. К этому времени сам Лев Николаевич относил первое увлечение историей.
Летом 1919 года А. И. Гумилёва со второй женой своего сына — Анной Николаевной Энгельгардт — и детьми уехала в Бежецк, куда Николай Степанович периодически наезжал на день-два. В последний раз отец и сын виделись в Бежецке в мае 1921 года. Свидетельства, как были восприняты Львом Гумилёвым вести о смерти его отца, крайне противоречивы.
В городе Гумилёвы вместе с родственниками — Кузьмиными-Караваевыми — снимали квартиру на Рождественской улице (ныне Чудова) в деревянном доме, занимавшую весь второй этаж, со временем из-за уплотнения осталась единственная комната. Анна Ивановна Гумилёва по мере сил пыталась не встраиваться в новую советскую реальность: среди её знакомых преобладали священнослужители и вообще люди «из бывших», переписка с А. Ахматовой датировалась по церковному календарю. Тем не менее она понимала, что внуку придётся жить именно при советской власти, и в одном из писем просила Ахматову «выправить» сыну метрику, в которой не было свидетельства о его дворянском происхождении. Помимо бабушки, большую роль в воспитании Л. Гумилёва сыграла Александра Степановна Сверчкова («тётя Шура», 1869—1952), она даже хотела его усыновить. Именно за счёт учительской зарплаты А. С. Сверчковой (62 рубля) и ежемесячных перечислений Ахматовой из её пенсии (25 рублей) существовала семья; существенную помощь оказывал огород, располагавшийся за городом. В этой обстановке Лев Гумилёв рос и воспитывался от 6 до 17 лет. А. Ахматова навещала сына в этот период дважды — на Рождество 1921 года и летом 1925-го (с 21 по 26 июля). В июне 1926 года Лев с бабушкой посетили Ленинград.

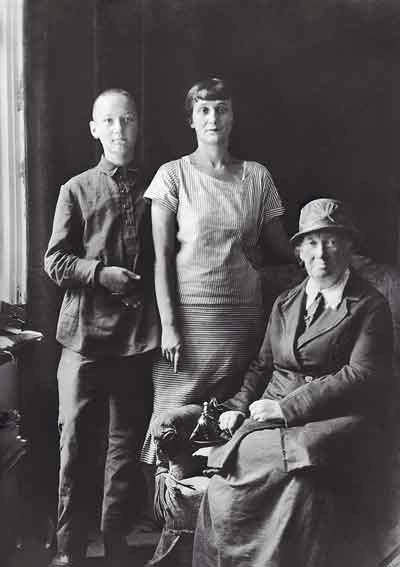
Лев Гумилёв, А. А. Ахматова, А. И. Гумилёва. Середина 1920-х годов

Гумилёв учился в трёх школах Бежецка — 2-й советской (образованной слиянием женской гимназии и реального училища), железнодорожной (там преподавала А. Сверчкова) и в 1-й советской (в 1926—1929 годах). По ряду причин отношения Льва с одноклассниками не складывались, по воспоминаниям: «Держался Лёва особняком. Мы все были пионеры-комсомольцы, он никуда не вступал, на переменах, когда все играли, стоял в стороне». Тогда же школьный совет 2-й советской школы проголосовал за лишение Льва Гумилёва — как «сына контрреволюционера и классово чуждого элемента» — полагавшихся каждому ученику учебников. В железнодорожной школе на Льва исключительное влияние оказывал учитель литературы и обществоведения А. М. Переслегин (1891—1973), переписку они вели до конца жизни Александра Михайловича. Во время обучения в 1-й советской школе учителя и однокашники оценили литературные способности Льва, он стал писать для школьной газеты «Прогресс», причём за рассказ «Тайна морской глубины» был удостоен денежной премии школьного совета. Он также был постоянным посетителем Бежецкой городской библиотеки. Он вспоминал:

«К счастью, тогда в маленьком городе Бежецке была библиотека, полная сочинений Майн Рида, Купера, Жюля Верна, Уэллса, Джека Лондона и многих других увлекательных авторов. <…> Там были хроники Шекспира, исторические романы Дюма, Конан Дойла, Вальтера Скотта, Стивенсона. Чтение накапливало первичный фактический материал и будило мысль».
Лев Гумилёв даже выступал в библиотеке с докладами о современной русской литературе и руководил литературной секцией в Клубе друзей книги. Однако попытки писать стихи, напоминающие по тематике Н. Гумилёва — «экзотические», — жёстко пресекались матерью, и к поэтической деятельности Л. Гумилёв вернулся уже в 1930-х годах.

## Становление (1930—1938)

### Переезд в Ленинград
В конце августа или начале сентября 1929 года окончивший школу Л. Гумилёв переехал к матери в Ленинград, в Фонтанный дом. Вероятнее всего, он не застал Ахматову и её мужа Николая Пунина, уехавших на Кавказ. Квартира Пунина была коммунальной, в ней кроме матери и отчима жили его первая жена — А. Е. Пунина с дочерью Ириной (у всех были отдельные комнаты), здесь же в своей комнате жила семья рабочих. Льву Гумилёву нашлось место на деревянном сундуке в неотапливаемом коридоре.
Пунин устроил Льва в 67-ю единую трудовую школу (директором которой был А. Н. Пунин — брат отчима), в которой он ещё раз окончил 9-й класс и подготовился к поступлению в высшее учебное заведение. Первый год пребывания Гумилёва в Ленинграде документирован хуже всего. Жил он на содержании матери и Н. Пунина, отношения с которыми были сложными. По мере сил он исполнял домашние работы: колол дрова, носил их в квартиру, топил печь, стоял в очередях за продуктами.

### Экспедиции в Прибайкалье и Таджикистан
Летом 1930 года, окончив школу, Лев Гумилёв решил поступать на немецкое отделение педагогического института, к которому готовился около полугода, изучая язык на курсах. Из-за дворянского происхождения комиссия отказалась даже принимать документы, и он уехал в Бежецк. Существует версия (основанная на словах самого Гумилёва), что его выгнал Пунин. После возвращения родственник устроил Льва чернорабочим на завод им. Свердлова, располагавшийся на Васильевском острове, оттуда он перешёл в «Службу стали и тока» (трамвайное депо). В 1931 году он перевёлся на курсы коллекторов геологических экспедиций. Геологические экспедиции в пору индустриализации формировались в большом числе, сотрудников постоянно не хватало, поэтому на социальное происхождение обращали мало внимания. Гумилёв вспоминал впоследствии, что ни в одной из своих ранних (до университета) экспедиций не чувствовал себя изгоем, к нему относились не хуже, чем к другим.

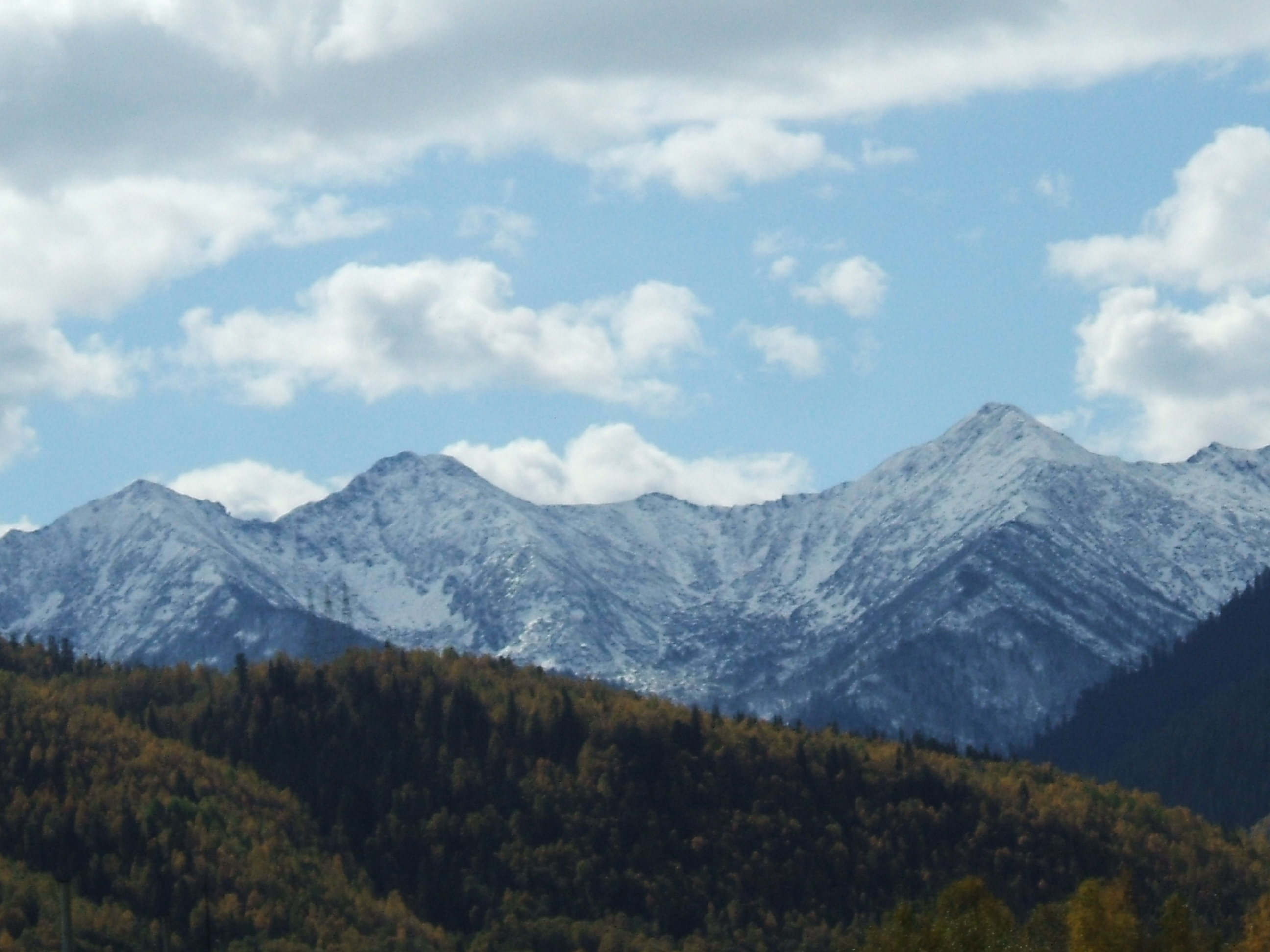
Вид на горы Хамар-Дабана. Фото 2007 года

11 июня 1931 года Гумилёв отправился в Прибайкалье — в Иркутск. С Московского вокзала его провожала А. Ахматова. Базой экспедиции была Слюдянка, основной район изысканий — горы Хамар-Дабана. Судя по воспоминаниям коллеги — А. Дашковой, — он не проявлял большого интереса к экспедиции, но зарекомендовал себя надёжным товарищем. Из-за ранней зимы экспедиция завершилась уже в начале августа. С тех пор практически каждое лето Лев Гумилёв отправлялся в разнообразные экспедиции — сначала геологические, потом — археологические и этнографические; всего, по подсчётам биографов, в 1931—1967 годы он участвовал в 21 экспедиционном сезоне. Работа позволяла хорошо питаться и немного зарабатывать, делая Льва независимым от матери и Н. Пунина. После возвращения с Байкала Гумилёв старался не жить в Фонтанном доме (сначала он остановился у Л. Аренса — брата первой жены Пунина, а далее у племянницы его бабки).
В 1932 году Гумилёв участвовал в самой длительной в своей жизни экспедиции в Таджикистан, которая продлилась, по некоторым сведениям, 11 месяцев. В собственноручно составленном списке экспедиций она, как и предыдущая, не значится (учёный учитывал только профильные — археологические). В Таджикистан он попал совершенно осознанно, видимо, по рекомендации П. Лукницкого — бежецкого учителя, которого Лев Гумилёв почитал до конца жизни. 30-летний альпинист и выпускник литературного факультета тогда являлся учёным секретарём Таджикской комплексной экспедиции. Экспедиция была организована по решению Совнаркома и президиума Академии наук. Руководил подготовкой к экспедиции научный совет под председательством академика А. Е. Ферсмана. В совет входили учёные с мировым именем, среди них, например, Николай Иванович Вавилов. Паразитологическую группу, в которую попал Гумилёв, возглавлял Евгений Никанорович Павловский, будущий академик и президент Географического общества СССР, основатель тропического института в Таджикистане. Руководил экспедицией Николай Петрович Горбунов, личный секретарь Ленина, бывший управляющий делами Совнаркома и ректор Бауманского училища. В экспедиции участвовали 97 научных работников (а всего — около 700 человек), разделённых на 72 отряда.
Остановившись в Сталинабаде, Гумилёв направился в Гиссарскую долину, где до конфликта с начальником работал лаборантом-гельминтологом, после чего был отчислен за нарушение трудовой дисциплины. После этого он перебрался в долину Вахша и устроился на малярийную станцию в Дангаринском образцово-показательном совхозе. Здесь неплохо платили (по меркам 1930-х годов) и не было проблем с продовольствием. О своей работе Лев Николаевич через тридцать лет вспоминал так: 

«Работа заключалась в том, что я находил болотца, где выводились комары, наносил их на план и затем отравлял воду „парижской зеленью“. Количество комаров при этом несколько уменьшалось, но уцелевших вполне хватило, чтобы заразить малярией не только меня, но и всё население района».
 Здесь же Гумилёв в живом общении с дехканами выучил таджикский язык и изо всех языков, которые изучал, знал его лучше всего.

### Москва. Первый арест

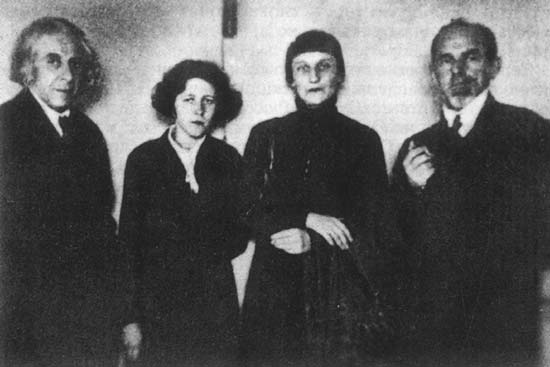
Слева направо: Г. Чулков, М. Петровых, А. Ахматова и О. Мандельштам. Фото 1930-х годов

Вернувшись из экспедиции в 1933 году, Лев Гумилёв остановился в Москве, где тесно общался с О. Мандельштамом, видевшим в нём «продолжение его отца». С осени того же года Гумилёв нашёл литературную работу — переводы стихов поэтов национальных республик СССР с подстрочников. А. Дашковой он писал:

«По правде говоря, поэты эти о поэзии и представления не имеют, и я скольжу между Сциллой и Харибдой, то страшась отдалиться от оригинала, то ужасаясь безграмотности гениев Азии».
У Мандельштамов он познакомился с Э. Герштейн, дочерью врача, служившей тогда в Центральном бюро научных работников при ВЦСПС; возникла идея помочь Льву со вступлением в профсоюз, что помогло бы избавиться от статуса «лишенца». Несмотря на то, что это не удалось, их знакомство продлилось около 60 лет.
10 декабря 1933 года произошёл первый из четырёх арестов Гумилёва. Это произошло на квартире В. А. Эбермана — востоковеда, у которого Лев консультировался по поводу переводов с арабского. Он провёл в заключении 9 дней, после чего был отпущен без предъявления обвинения, его даже ни разу не допрашивали.

### Университет
В июне 1934 года Гумилёв был допущен к вступительным экзаменам на только что восстановленный (16 мая) исторический факультет Ленинградского университета. К тому времени материальное положение его было столь плачевным, что он в буквальном смысле слова голодал и сдал один из экзаменов на тройку, но, поскольку большого конкурса не было, в университет всё-таки поступил.
Среди преподавателей Гумилёва были учёные мирового уровня — египтолог В. В. Струве, антиковед С. Я. Лурье, китаевед Н. В. Кюнер, последнего он называл своим наставником и учителем. Кюнер помогал Гумилёву в заключении, посылал ему в лагерь книги. Своим наставником Гумилёв называл и Александра Юрьевича Якубовского, читавшего курс истории Халифата. Курс новой истории читал Евгений Викторович Тарле, у которого Гумилёв на экзамене в зимнюю сессию 1937 года получил оценку «отлично».
Уровень его подготовки оказался высоким, немало ему помогали память и самостоятельно разработанные мнемонические приёмы. Он говорил:

«…обычно учат историю, как сушёные грибы на ниточку нанизывают, одну дату, другую — запомнить невозможно. Историю надо учить, как будто перед тобою ковёр. В это время в Англии происходило то-то, в Германии — то-то… Тогда ты не перепутаешь, потому что будешь не запоминать, а понимать».
Тем не менее, он получил оценку «удовлетворительно» по трём предметам: новой истории 1830—1870 годов, по истории СССР 1800—1914 годов, по новой истории колониальных и зависимых стран. Ещё хуже обстояли дела с иностранными языками: он сдавал французский и латинский языки, французский он изучал у матери, но дело не пошло из-за «антипедагогического таланта» Ахматовой: «Ей не хватало терпения. И большую часть урока она просто сердилась за забытые сыном французские слова. Текло время, наступало успокоение. И снова — ненадолго. Такие перепады настроений раздражали обоих». Немецкий и английский языки он изучал самостоятельно, и давались они труднее.
Студент Лев Гумилёв держался наособицу, не участвуя в общественной жизни и даже в студенческих научных кружках, которые в 1937 году были объединены в студенческое научное общество историков, которое даже издавало свой журнал, где печатались доклады и статьи студентов. В целом о его студенческой жизни сохранилось мало источников, тем более что из-за ареста его систематическое образование ограничилось четырьмя курсами (2,5 года по времени).
Всё это время Гумилёв жил в нищете и сильно нуждался. Судя по воспоминаниям Э. Герштейн, в 1934 году он ходил в той же одежде, что и в экспедиции 1931 года, и выглядел настоящим оборванцем. Летом он носил совершенно вылинявший картуз и брезентовый плащ, иногда надевал ковбойку, зимой ходил в ватнике, который Э. Герштейн называла «дурацким», так же писала о нём и Л. Чуковская. На этом фоне ярко проявлялось его вызывающее поведение — на однокурсницу Руфь Зернову Гумилёв произвёл впечатление «абсолютного „контрика“», а студент истфака Валерий Махаев в октябре 1935 года (во время следствия) заявил: «Гумилёв — человек явно антисоветский». Друг по университету Аркадий Борин на допросе в сентябре 1935 года показал: 

«Гумилёв действительно идеализировал своё дворянское происхождение, и его настроения в значительной степени определялись этим происхождением… Среди студентов он был „белой вороной“ и по манере держаться, и по вкусам в литературе. <…> По его мнению, судьбы России должны решать не массы трудящихся, а избранные кучки дворянства <…> он говорил о „спасении“ России и видел его только в восстановлении дворянского строя <…> на моё замечание, что дворяне уже выродились или приспособились, Гумилёв многозначительно заявил, что „есть ещё дворяне, мечтающие о бомбах“».
 Неприязнь к «простонародью» Гумилёв демонстрировал, судя по воспоминаниям, даже после возвращения из лагеря: 

«Интеллигентный человек — это человек, слабо образованный и сострадающий народу. Я образован хорошо и народу не сострадаю».
Дворянский снобизм Гумилева иронически воспринимал демократичный по своей натуре Мандельштам, посвятивший своему приятелю датированную весной 1934 года едкую эпиграмму:

Большевикам мил элеватор,

Французам мил стиль élevé,

А я хотел бы быть диктатор,

Чтоб скромность воспитать во Льве.

### Арест 1935 года
Проведя лето 1935 года в очередной экспедиции, Лев Гумилёв приехал в Москву 30 сентября. По воспоминаниям Э. Герштейн, он говорил с ней о грядущем аресте «за антисоветские разговоры». Арест действительно последовал в Ленинграде 23 октября. О причинах ареста писали много, но все авторы сходятся на том, что Гумилёв и Н. Пунин попали под волну репрессий против ленинградской интеллигенции, последовавшей после убийства С. М. Кирова. Дело Гумилёва сохранилось в Центральном архиве ФСБ РФ, и его материалы были опубликованы А. Н. Козыревым в 2003 году. Автором доноса на Льва Гумилёва был его однокурсник Аркадий Борин, бывавший в Доме на Фонтанке (первое его донесение датировано 26 мая). Борина арестовали ещё 1 сентября по обвинению в создании молодёжной террористической группы.
После ареста и Гумилёв, и Пунин дали признательные показания, причём Пунин — на первом же допросе. Гумилёв признался в антисоветских разговорах и «террористических настроениях», а также в авторстве антисоветского (посвящённого убийству Кирова) стихотворения «Экбатана», хотя его текст найден не был. А. Н. Козырев предполагал, что конечной целью был арест Ахматовой, поскольку начальник Управления НКВД по Ленинградской области Л. М. Заковский даже подал наркому Г. Г. Ягоде докладную записку, где просил дать санкцию на арест Ахматовой.
Анна Андреевна через неделю после ареста мужа и сына отправилась в Москву, где остановилась у Э. Герштейн, именно от неё Эмма Григорьевна узнала об аресте Гумилёва. Потом Ахматова переехала на квартиру Булгаковых. Дальнейшие события известны в нескольких версиях. По воспоминаниям Э. Герштейн, она отвезла Ахматову к Л. Сейфуллиной, но сама при их разговоре не присутствовала. По версии самой Ахматовой, Сейфуллина при ней позвонила Поскрёбышеву, и на следующий день (31 октября) она отдала в Секретариат ЦК письмо на имя Сталина. Согласно же версии Е. С. Булгаковой, Ахматова черновик письма Сталину переписала у них на квартире. Елена Сергеевна сопровождала Анну Андреевну до Кремля, а затем она поехала к Пильняку. В письме говорилось: 

«Арест двух единственно близких мне людей наносит мне такой удар, который я уже не могу перенести. Я прошу Вас, Иосиф Виссарионович, вернуть мне мужа и сына, уверенная, что об этом никогда никто не пожалеет».
2 ноября Ахматова поехала к Пастернакам, а к обеду приехал и Пильняк, который убедил Пастернака написать письмо Сталину, которое Борис Леонидович отвёз уже на следующий день. К тому времени Сталин уже прочёл письмо Ахматовой, наложив резолюцию: 

«т. Ягода. Освободить из под ареста и Пунина, и Гумилёва и сообщить об исполнении. И. Сталин».
Уже 3 ноября было подписано «Постановление об изменении меры пресечения», по которому Гумилёва и Пунина должны были «немедленно» освободить, а 4 ноября следственное дело было прекращено, и всех задержанных отпустили прямо посреди ночи, причём Пунин просил оставить их до утра.

### Дальнейшее пребывание в университете

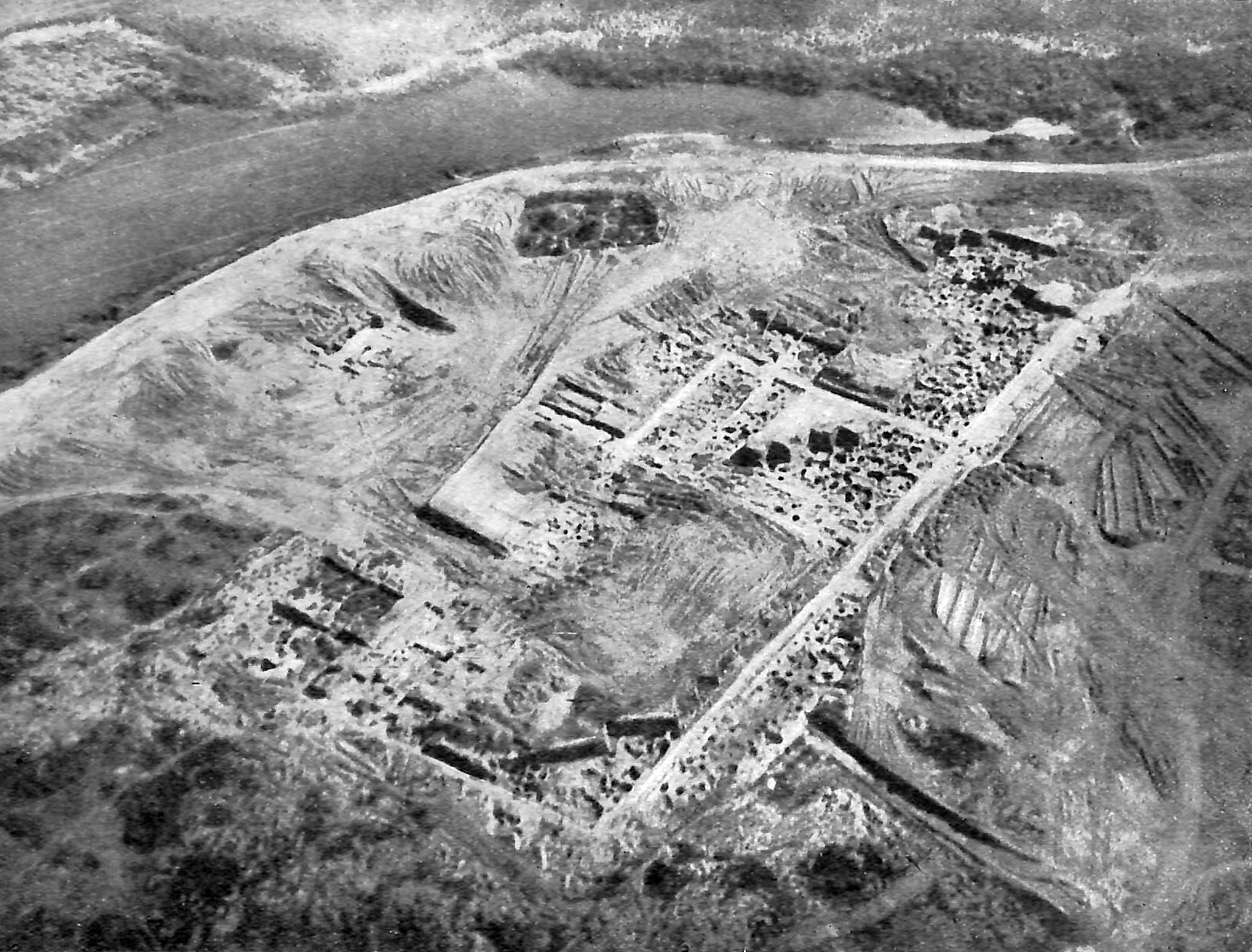
Аэрофотосъёмка раскопок в Саркеле. Фото 1951 года

Гумилёв кратко характеризовал события после своего ареста: «Пунин вернулся на работу, а меня выдворили из университета». Это произошло 13 декабря 1935 года, причём по инициативе комсомольской организации. Подробности Лев сообщил Э. Герштейн в письме, отправленном с оказией в конце января 1936 года, но оно не сохранилось. В своих воспоминаниях она реконструировала его содержание и вспоминала два особенно ярких эпизода:

«…из них один лишь в самых общих чертах. Он касался Петра Великого, которого Лёва характеризовал не так, как это внушалось студентам на лекциях. Студенты жаловались, что он считает их дураками. Другой эпизод по своей глупости и подлости резко запечатлелся в моей памяти. „У меня нет чувства ритма“, — писал Лёва и продолжал: на военных занятиях он сбивался с шага. Преподаватель заявил, что он саботирует, умышленно дискредитируя Красную Армию». Заканчивал Лёва письмо фразой: «Единственный выход — переехать в Москву. Только при Вашей поддержке я смогу жить и хоть немножко работать».
Отчисление стало для Гумилёва катастрофой, поскольку он остался без жилья и средств к существованию (стипендия студента истфака тогда была достаточно велика — 96 рублей, не считая хлебной надбавки в 23 рубля). Гумилёв, по собственному признанию, голодал зимой 1935—1936 годов, но Ахматова настаивала, что он должен жить при ней. С другой стороны, той же зимой Лев Николаевич писал свою первую научную работу. Уже в январе 1936 года Пунин и Ахматова начали ходатайствовать о его восстановлении.
Летом 1936 года Гумилёв по протекции М. И. Артамонова устроился в археологическую экспедицию на Дону, раскапывавшую хазарское городище Саркел. После его возвращения в сентябре в Москву возникла надежда устроить его в Московский университет, но не на исторический, а на географический факультет, чем Лев оскорбился. Однако уже в конце октября его восстановили в ЛГУ, причём решение принял лично ректор — Михаил Семёнович Лазуркин (в 1937 году арестован и расстрелян без суда). В семестр 1937 года Гумилёв стал работать с Н. В. Кюнером, заведовавшим тогда отделом этнографии Восточной и Юго-Восточной Азии в Институте этнографии АН СССР; Кюнер даже привлёк Гумилёва к работе в своём отделе.
В целом, жизнь Гумилёва от зимы 1936—1937 до весны 1938 года скудно отражена в источниках, имеются лишь единичные свидетельства. Судя по воспоминаниям современников, он переживал тогда роман с аспиранткой Академии наук — монголкой Очирын Намсрайжав, их связь продолжалась до его ареста. В 1970-е годы они возобновили переписку, которая не прерывалась до самой кончины Гумилёва.

## Первое заключение (1938—1943)

### Арест и следствие
«Лектор стал потешаться над стихотворениями и личностью моего отца. „Поэт писал про Абиссинию, — восклицал он, — а сам не был дальше Алжира… Вот он — пример отечественного Тартарена!“ Не выдержав, я крикнул профессору с места: „Нет, он был не в Алжире, а в Абиссинии!“ Пумпянский снисходительно парировал мою реплику: „Кому лучше знать — вам или мне?“ Я ответил: „Конечно, мне“. В аудитории около двухсот студентов засмеялись. В отличие от Пумпянского, многие из них знали, что я — сын Гумилёва. Все на меня оборачивались и понимали, что мне действительно лучше знать. Пумпянский сразу же после звонка побежал жаловаться на меня в деканат. Видимо, он жаловался и дальше. Во всяком случае, первый же допрос во внутренней тюрьме НКВД на Шпалерной следователь Бархударян начал с того, что стал читать мне бумагу, в которой во всех подробностях сообщалось об инциденте, произошедшем на лекции Пумпянского…»
Биограф Льва Гумилёва историк С. С. Беляков установил, что в этом интервью Л. Н. Гумилёв был неточен: следствие тогда вёл Филимонов, а не Бархударьян, и донос, скорее всего, написал один из студентов. Обстановка на историческом факультете была нестабильной с самого его открытия — его первый декан Г. С. Зайдель был арестован в январе 1935 года по обвинению в связях с Зиновьевым, вместе с ним было арестовано 12 преподавателей. Второй декан — C. М. Дубровский, был арестован в 1936 году; всего до 1940 года сменилось семь деканов.
Дело, по которому проходил Лев Гумилёв, началось с ареста 10 февраля студентов Николая Ереховича и Теодора Шумовского, с первым из которых он был знаком. По версии следователя, все трое входили в молодёжное крыло «партии прогрессистов», которая стремилась превратить «советскую страну в буржуазную парламентскую республику». Студентов содержали в Доме предварительного заключения на ул. Воинова (ныне Шпалерная) в соседних камерах на втором этаже. Гумилёв обвинялся по статьям 58-10 (контрреволюционная пропаганда и агитация) и 58-11 (организационная контрреволюционная деятельность) УК РСФСР. Первоначально дело вёл следователь Филимонов, которому не удалось получить признательных показаний. 2 апреля 1938 года дело было передано сержанту Айрату Карповичу Бархударьяну, оперуполномоченному 8-го отделения 4-го отдела Управления НКВД по Ленинградской области. Под пытками 21 июня 1938 года Гумилёв подписал протокол с признанием «в руководстве антисоветской молодёжной организацией, в контрреволюционной агитации» (чтение стихотворения Мандельштама о «кремлёвском горце»), «в подготовке покушения на тов. Жданова».

«Я всегда воспитывался в духе ненависти к ВКП(б) и Советскому правительству. <…> Этот озлобленный контрреволюционный дух всегда поддерживала моя мать — Ахматова Анна Андреевна, которая своим антисоветским поведением ещё больше воспитывала и направляла меня на путь контрреволюции. <…> Ахматова неоднократно мне говорила, что, если я хочу быть до конца её сыном, я должен быть сыном моего отца Гумилёва Николая. <…> Этим она хотела сказать, чтобы я все свои действия направлял на борьбу против ВКП(б) и Советского правительства».

«…отказываюсь от протокола допроса, он был заготовлен заранее, и я под физическим воздействием был вынужден его подписать. <…> Никакого разговора с моей матерью о расстрелянном отце не было. Я никого не вербовал и организатором контрреволюционной группы никогда не был. <…> Я как образованный человек понимаю, что всякое ослабление советской власти может привести к интервенции со стороны оголтелого фашизма…»
На трибунал это не произвело никакого впечатления, после краткого формального совещания Л. Н. Гумилёв был приговорён к 10 годам лишения свободы с пребыванием в ИТЛ с поражением в правах на 4 года с отбыванием срока с 10 марта 1938 года. Ерехович и Шумовский, получили, соответственно, по 8 и 3 года заключения и поражения в правах. Все трое воспользовались кассацией, в результате 17 ноября 1938 года приговор «за мягкостью» был полностью отменён и дело возвращено на доследование.

«…я окончательно „дошёл“. Худой, заросший щетиной, давно не мывшийся, я едва таскал ноги из барака в лес. Валить лес в ледяном, по пояс занесённом снегом лесу, в рваной обуви, без тёплой одежды, подкрепляя силы баландой и скудной пайкой хлеба, — даже привычные к тяжёлому физическому труду деревенские мужики таяли на этой работе как свечи… В один из морозных январских дней, когда я подрубал уже подпиленную ель, у меня выпал из ослабевших рук топор. Как на грех, накануне я его наточил. Топор легко раскроил кирзовый сапог и разрубил ногу почти до самой кости. Рана загноилась».
Жизнь Гумилёву спасла тогда пришедшая от Ахматовой посылка. 24 января 1939 года его отправили в Ленинград на доследование. Передвижение по заснеженной Карелии было чрезвычайно затруднительным (пешком, на грузовике, и т. д.), поэтому в «Кресты» Гумилёв и Шумовский вернулись только в середине февраля. 15 марта Лев Николаевич отправил письмо прокурору НКВД по надзору, в котором писал, что находится в заключении уже почти два года, сам не зная за что. 6 апреля датировано новое письмо Ахматовой Сталину, в котором она пыталась заинтересовать вождя пользой, которую может принести её сын — перспективный учёный. Письмо завершалось словами: «Иосиф Виссарионович! Спасите советского историка и дайте мне возможность снова жить и работать». Однако теперь у Анны Андреевны не было возможностей напрямую передать письмо адресату, в результате в конце августа это письмо поступило в Военную прокуратуру Ленинградского военного округа, и его подшили к делу Гумилёва. 26 июля Особое совещание при НКВД приговорило Гумилёва, Ереховича и Шумовского к пяти годам лагерей. Льву Николаевичу предстояло отправляться в Норильлаг.

### Норильский лагерь

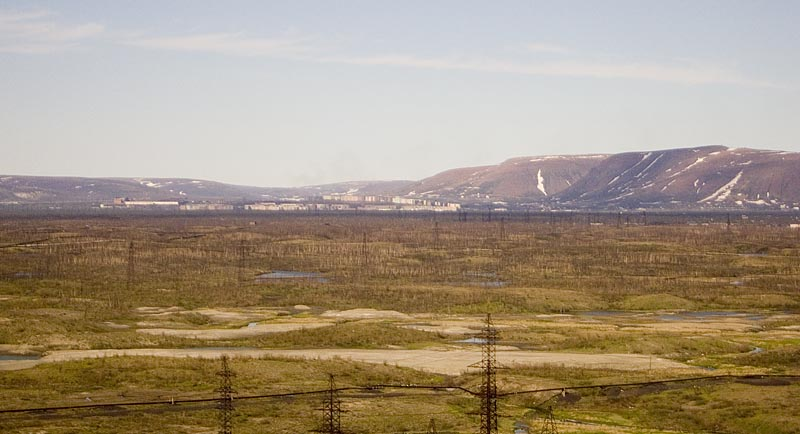
Летняя тундра в окрестностях Норильска. Фото 2006 года.

10 августа Гумилёву было разрешено свидание с матерью в пересыльной тюрьме, она была там с Л. Чуковской и 14-го передала ему тёплые вещи. Добравшись эшелоном до Красноярска, в конце августа Лев Николаевич был отправлен в Дудинку, подробности всего этого неизвестны. В Норильске была эпидемия дизентерии, которая не унималась с наступлением зимы, в 1940 году её жертвой пал и Лев Николаевич, проведя без сознания 3 дня. Ничего этого нет в позднейших воспоминаниях Гумилёва, который от природы отличался оптимизмом и старался не запоминать негативных впечатлений. Например, он говорил о своей работе в лагере так:

«Штольня казалась нам блаженным приютом, ибо в ней была постоянная температура минус 4. По сравнению с сорокаградусными морозами снаружи или мятущейся пургой, сбивающей с ног, в штольне рабочий день проходил безболезненно».
Условия пребывания в лагере были сносными: по рассказам Гумилёва, хлебная пайка достигала 1 килограмма 200 граммов за полную норму выработки, 600 граммов «за недовыработку», 300 (карцерная пайка) — «за неудовлетворительную работу». Инженеры из заключённых получали селёдку и сгущёнку, что приближалось к условиям шарашек. В геологических экспедициях Норильлага паёк был ещё лучше: масло, шоколад, сухое молоко. Вольнонаёмные сотрудники имели большие северные надбавки, полугодичный оплачиваемый отпуск и путёвки в санатории. На общих работах заключённый Гумилёв пробыл недолго, поскольку в анкете писал о работе в геологоразведочной партии. Вскоре его сделали геотехником и перевели в барак геологов, где было немало интеллигентных заключённых, знавших и Николая Гумилёва, и Ахматову. В конце лагерного срока Льва Николаевича перевели в химическую лабораторию, в которой он должен был систематизировать и подавать по требованию пробы горных пород, добытые лагерными экспедициями. Имевшийся досуг позволял заниматься поэтическим творчеством.
Дар слов, неведомый уму,

Мне был обещан от природы.

Он мой. Веленью моему

Покорно всё: земля и воды,

И лёгкий воздух, и огонь

В одно моё сокрыто слово,

Но слово мечется, как конь,

Как конь вдоль берега морского,

Когда он, бешеный, скакал,

Влача останки Ипполита,

И помня чудища оскал,

И блеск чешуй, как блеск нефрита.

Сей грозный лик его томит,

И ржанья гул подобен вою,

А я влачусь, как Ипполит,

С окровавлённой головою

И вижу — тайна бытия

Смертельна для чела земного,

И слово мчится вдоль нея,

Как конь вдоль берега морского.
О жизни Гумилёва в Норильлаге сообщают несколько очевидцев, чьи свидетельства сильно противоречат друг другу. Весьма много негативной информации содержится в мемуарах Д. Быстролётова, которые использовались Д. В. Полушиным и Л. С. Клейном. Там же впервые упоминается, что Лев Николаевич, якобы, занимался в лагере диссертацией. В действительности в 1945 году Гумилёв писал Н. В. Кюнеру о своих лагерных попытках заниматься научной работой: в Норильске он читал сочинения Э. Тайлора, Л. Я. Штернберга, а после освобождения уже под Туруханском «собирал фольклорный демонологический материал среди тунгусов и кетов». Однако заниматься систематической работой над диссертацией при отсутствии источников и литературы было совершенно невозможно.
Много подробностей сообщал С. Снегов, друживший с Гумилёвым в заключении. Он писал, что летом они с Гумилёвым любили отдыхать на берегу Угольного ручья, закрыв лица полотенцами (от «сатаневших» комаров), и спорили на животрепещущие темы: «выше ли Каспар Шмидт… Фридриха Ницше и есть ли рациональный смысл в прагматизме Джеймса Льюиса…» Однажды зэки устроили лагерный турнир поэтов, который, к неудовольствию Гумилёва, выиграл Снегов. Оскорблённый Лев даже вызвал товарища на дуэль. Он сочинил в течение 1940—1944 годов сказки в стихах «Посещение Асмодея» и «Волшебные папиросы», стихотворную историческую трагедию в двух картинах «Смерть князя Джамуги, или Междоусобная война». Многие стихи норильского периода были утрачены. Сергей Снегов упоминал поэму о цинге, Елена Херувимова писала, что Гумилёв посвятил ей одно из своих стихотворений. Лев Николаевич писал и прозу: 1941 годом датированы оба его рассказа, «Герой Эль-Кабрилло» и «Таду-вакка», но об их существовании стало известно только после его смерти (в архиве сохранились самодельные тетрадки). Из мемуаров Снегова известна также шуточная лекция на жаргоне «История отпадения Нидерландов от Испании». По мнению С. Белякова, «для Гумилёва „История отпадения Нидерландов…“ была прежде всего литературной игрой, рассчитанной на интеллигентного, но уже искушённого в блатном жаргоне и воровских понятиях зэка».
Основной круг общения Гумилёва составляли интеллигенты — поэт Михаил Дорошин (Миша), химик Никанор Палицын, инженер, «знаток Ренессанса, любомудр и поклонник поэзии» Евгений Рейхман и астрофизик Николай Козырев, сидевший с 1936 года по «Пулковскому делу». Он поступил в Норильлаг только летом 1942 года, их общение подстегнуло интерес Гумилёва к естественным наукам.

### Вольнонаёмный
10 марта 1943 года истёк пятилетний срок заключения Гумилёва, что на первых порах не изменило его жизни. К тому времени он был расконвоированным, то есть пользовался правом свободного передвижения в пределах горного комбината, однако не имел возможности покинуть его. После начала Великой Отечественной войны освободившиеся заключённые оставались на рабочих местах. Гумилёв вспоминал, что сразу после освобождения подписал обязательство работать в Норильском комбинате до конца войны. Он был немедленно включён в состав геофизической экспедиции и отправлен в окрестности Хантайского озера искать железную руду. Тогда возникла идея построить на месте рудника и металлургический комбинат, также предполагалось искать запасы нефти. Москва была не в состоянии обеспечить предприятие деньгами и специалистами, поэтому экспедицию снарядили в Норильлаге, оттуда же пришли геологи и геотехники, необходимую аппаратуру сделали на месте. Гумилёв вошёл в состав партии после уговоров Н. Козырева.
1 мая 1943 года самолётом геологи были доставлены на Таймыр. Начальником экспедиции был инженер-геофизик Дмитрий Григорьевич Успенский, кроме Гумилёва и студентки-практикантки Елены Херувимовой, все её участники были заключёнными. В середине июля 1943 года Хантайскую экспедицию неожиданно свернули, Гумилёв с Козыревым были откомандированы в новую экспедицию — Нижнетунгусскую геологоразведочную, в этот сезон им удалось найти промышленно значимые скопления железных руд. Однако условия были исключительно тяжелы — половодья достигали уровня 18—20 метров, скопления гнуса были таковы, что от них не спасали ни защитные костюмы, ни сетки-накомарники. Вдобавок начальник экспедиции не сумел организовать снабжение, не хватало даже лыж. Гумилёв, с детства недолюбливавший лес, по собственному признанию, возненавидел тайгу — «зелёную тюрьму». В сентябре экспедицию сделали круглогодичной; Гумилёва, как хорошо себя зарекомендовавшего, летом 1944 года премировали недельным отпуском в Туруханске — ближайшем населённом пункте. В этом селе он побывал также осенью, поскольку именно из Туруханского райвоенкомата был направлен на фронт. Впрочем, по некоторым сведениям, Лев Николаевич вместе с Козыревым был командирован в Туруханск ещё и летом 1943 года.
Спецификой Туруханска в системе ГУЛАГа было то, что это было место женской ссылки, поездкой куда премировали отличившихся заключённых. По собственным признаниям 30-летнего Гумилёва, он «женился „морганатическим браком“ на все семь дней своего отпуска».

## Военная служба (1944—1945)
Свой призыв в армию Лев Николаевич считал большой удачей. Причины, по которым Гумилёв сменил место геофизика на солдатскую службу, достаточно очевидны. Судя по письму Н. Я. Мандельштам от 18 апреля 1944 года, Гумилёв тогда вернулся к прежней цели — стать дипломированным историком и заняться научной работой. Те же мотивы повторяются и в письме к Э. Герштейн, отправленном в конце лета 1944 года. Видимо, он не надеялся уехать из Сибири даже после окончания войны, и потому призыв в армию был единственным шансом получить снятие судимости и вернуться в Ленинград. Из того же письма следует, что он уже несколько раз просился на фронт, но работникам Норильского комбината неизменно отказывали — в том числе вольнонаёмным. Много лет спустя Лев Николаевич говорил: «По сравнению с Восточной Сибирью передовая — это курорт. Северная тайга — это зелёная пустыня, по сравнению с которой Сахара — населённое, богатое и культурное место». Вероятно, это объясняет психологическое состояние Гумилёва, когда он решился на экстравагантный поступок, о котором сообщил Э. Герштейн так:

«…явился к коменданту, держа на запястье бритву, и пригрозил: „Вот я сейчас вскрою себе вены, своей кровью твою морду вымажу, а тебя будут черти жарить на сковороде“ (тот боялся Страшного суда). Вот так меня и отпустили».
В достоверности этой истории некоторые биографы сомневались; однако С. Беляков предположил, что «комендантом» был начальник геологической партии, который должен был дать визу для военкомата.
Сведения о Гумилёве-солдате ещё более скудны и ненадёжны, чем о лагерном периоде в его жизни. Сохранились три военных стихотворения, несколько писем и военный билет. Сохранилось и его личное дело в Центральном архиве Министерства обороны РФ.
13 октября 1944 года Туруханский райвоенкомат призвал Гумилёва в ряды Красной армии. После краткой остановки в Красноярске он попал в учебную часть, а оттуда — на войну. В декабре эшелон добрался до Москвы, с Киевского вокзала он дозвонился до В. Ардова и В. Шкловского, а также встретился с Н. Харджиевым и И. Томашевской. Далее рядового Гумилёва направили в Брест, где обучали на зенитчика и направили на фронт незадолго до начала Висло-Одерской наступательной операции. Он служил в 1386-м зенитно-артиллерийском полку 31-й зенитно-артиллерийской Варшавской Краснознамённой ордена Богдана Хмельницкого дивизии. Дивизия использовалась в качестве фронтового резерва.
Во время военной службы с Гумилёвым произошёл казус: в брошенных немцами домах оставались запасы, которыми охотно пользовались наступавшие советские солдаты. Однажды Лев Николаевич увлёкся маринованными вишнями, найденными в каком-то доме, и к своим добрался только через три дня. Достоверность этой истории подтверждается письмом Э. Герштейн от 12 апреля 1945 года. По косвенным данным можно определить, что он начинал службу в другой части, а к 1386-му зенитно-артиллерийскому полку был прикомандирован после этого случая.
В начале марта рядовому Гумилёву была объявлена благодарность «за отличные боевые действия при прорыве сильно укреплённой обороны немцев восточнее города Штаргард и овладении важными узлами коммуникаций и сильными опорными пунктами обороны немцев в Померании». Гумилёв присутствовал и при взятии Альтдамма 20 марта 1945 года и посвятил этому стихи, литературные достоинства которых, по мнению его биографа С. Белякова, невелики.
Э. Герштейн он описывал свой военный быт следующим образом: 

«Воюю я пока удачно: наступал, брал города, пил спирт, ел кур и уток, особенно мне нравилось варенье; немцы, пытаясь задержать меня, стреляли в меня из пушек, но не попали. Воевать мне понравилось, в тылу гораздо скучнее».
В Берлинской операции 31-я дивизия Резерва Главного командования усилила ПВО 3-й общевойсковой армии генерал-полковника Горбатова. 3-я армия, где служил Гумилёв, шла во втором эшелоне советского наступления, должна была обойти Берлин с юга, помогая замкнуть кольцо окружения. Гумилёв упоминал в письмах немецкую контратаку под городом Тойпицем и утверждал, что имел серьёзные боевые заслуги, но оказался обойдённым начальством.

«К сожалению, я попал не в самую лучшую из батарей. Командир этой батареи старший лейтенант Фильштейн невзлюбил меня и поэтому лишал всех наград и поощрений. И даже когда под городом Тойпицем я поднял батарею по тревоге, чтобы отразить немецкую контратаку, был сделан вид, что я тут ни при чём и контратаки никакой не было, и за это я не получил ни малейшей награды».
За время службы Гумилёв удостоился двух медалей — «За взятие Берлина» и «За победу над Германией», а также грамоты-благодарности за Штаргард и Берлин (в 1985 году был также награждён орденом Отечественной войны II степени). От этого периода вообще не осталось фотографий и свидетельств о его боевых товарищах.
После победы Гумилёв стал тяготиться военной службой. Он жаловался, что ему нечего делать в свободное от боевой и политической подготовки время. С сентября 1945 года он стал читать советским офицерам лекции по истории и литературе; содержание их неизвестно. Наконец, Льву Николаевичу, как самому культурному из солдат в полку, поручили написать историю боевого пути их части, что он и сделал, получив в качестве награды новое обмундирование и освобождение от нарядов до самой демобилизации. Дата возвращения Гумилёва в Ленинград известна из дневника Пунина — 14 ноября 1945 года.

## Ленинград (1945—1949)

### Высшее образование
Ахматова встретила сына тепло. Он вновь поселился в Фонтанном доме, но теперь впервые в жизни имел собственную комнату — в блокаду погибла семья рабочих, живших с Пуниными и Ахматовой. В тот период Анна Андреевна вновь стала печататься, ей вернули персональную пенсию и дали допуск в закрытый распределитель. Судя по воспоминаниям современников, в первые послевоенные месяцы Л. Гумилёв был охвачен эйфорией. Ему удалось устроиться на работу в Институт востоковедения АН СССР — пожарным, — но эта работа давала стабильный заработок, не была обременительной и позволяла заниматься в библиотеке института. Декан исторического факультета университета В. В. Мавродин, симпатизировавший Гумилёву ещё до войны, предложил Льву восстановиться на четвёртом курсе, но он предпочёл сдать экзамены экстерном. За четыре месяца — с декабря 1945 по март 1946 года — он сдал десять экзаменов за два курса, в основном — на пятёрки и четвёрки. Легенда гласит, что на экзамене по научному коммунизму на два вопроса из трёх Гумилёв ответил стихами, но она практически непроверяема, ибо восходит к единственному источнику — воспоминаниям Л. А. Вознесенского, общавшегося со Львом в лагере. Тогда же произошло охлаждение в отношениях с Э. Герштейн: она рассчитывала, что он переедет в Москву и займётся литературой, а также стремилась к более близким отношениям, и была оскорблена фактом, что он не сообщил, что уже устроился в Ленинграде.
Тогда же 33-летний Лев Николаевич смог защитить дипломную работу, материалы для которой собирал ещё в 1937 году, когда занимался под руководством Кюнера в Музее антропологии и этнографии — он исследовал терракотовые статуэтки воинов из Центральной Азии и сопоставлял их с данными китайских текстов в переводе наставника. Его главным оппонентом выступил А. Н. Бернштам, высоко оценивший труд. Открывалась возможность поступления в аспирантуру, но он выбрал не истфак ЛГУ, а Институт востоковедения АН СССР — ИВАН. Официальным научным руководителем Гумилёва стал академик Сергей Андреевич Козин. К концу 1947 года Лев Николаевич успешно сдал кандидатские экзамены и стал готовить текст диссертации, заручившись отзывами своих друзей и коллег — проф. М. И. Артамонова и члена-корреспондента А. Ю. Якубовского. Под началом Артамонова летом 1946 и 1947 годов он работал в археологической экспедиции в Винницкой области. На фоне всех этих успехов в ноябре 1947 года последовало отчисление из аспирантуры по причине «несоответствия филологической подготовки избранной специальности».
Главной причиной Лев Николаевич называл реакцию на постановление о журналах «Звезда» и «Ленинград», однако между этими событиями была разница в 1 год и 4 месяца. Другой возможной причиной были крайне напряжённые отношения в коллективе ИВАН, сотрудники которого написали на Льва Николаевича несколько доносов, обвиняя в «аполитичности», непонимании марксистско-ленинской методологии и публичном несогласии с осуждением Ахматовой. Тематика подобного рода жалоб, сложившаяся ещё в 1930-е, почти без изменений повторялась и в 1970-е годы.
По мнению С. Белякова, официальная причина отчисления Гумилёва из аспирантуры являлась истинной. Он довольно плохо владел двумя европейскими языками (немецким и английским), владел разговорным таджикским и мог разбирать орхоно-енисейские надписи, этим его лингвистические познания заканчивались. Однако это была верхушка айсберга — молодой и амбициозный Гумилёв испортил отношения с научным руководителем и старшими коллегами, принадлежавшими к классической школе. В ходатайстве М. И. Артамонова от 19 декабря 1955 года содержатся следующие строки: 

«Встречая подозрительное к себе отношение, Л. Н. Гумилёв нередко реагировал на него по-ребячески, показывая себя хуже, чем есть. Отличаясь острым умом и злым языком, он преследовал своих врагов насмешками, которые вызывали к нему ненависть. Обладая прекрасной памятью и обширными знаниями, Л. Н. Гумилёв нередко критиковал, и притом очень остро, „маститых“ учёных, что также не способствовало спокойствию его существования. <…> Особенно острыми были столкновения Л. Н. Гумилёва с его официальным руководителем акад. Козиным и с проф. Бернштамом, которых он неоднократно уличал в грубых фактических ошибках».

### Защита кандидатской диссертации
В январе 1948 года Гумилёв устроился в библиотеку психиатрической больницы имени И. М. Балинского, но некоторое время, видимо, жил за счёт опальной матери. После отчисления он пытался восстановиться в ИВАН, но в конечном счёте принял решение защищать диссертацию в университете. Благодаря учившейся вместе с ним М. Панфиловой (секретарю ректора ЛГУ А. А. Вознесенского) была устроена встреча Гумилёва с ректором. Она состоялась в конце апреля или в начале мая 1948 года, в месте на кафедре ему было отказано, но дано разрешение защищаться в университетском совете. Отдав диссертацию на рассмотрение, 15 мая 1948 года Гумилёв уехал на Алтай в археологическую экспедицию С. И. Руденко в основном, по его же словам, на заработки. Раскопки в тот год шли в пазырыкском кургане № 3, в Ленинград он вернулся в начале октября.
Ожидание защиты продлилось около 3 месяцев, которые Гумилёв охарактеризовал как «тяжелейшие в жизни», вероятно, из-за сомнений в том, что диссертация будет принята к защите. Защита диссертации на тему «Политическая история первого тюркского каганата» была назначена на 28 декабря 1948 года. Помимо самого Гумилёва, о её ходе сохранились воспоминания М. Козыревой, которые весьма неточны. Оппонентом выступил А. Н. Бернштам, выдвинувший против диссертации 16 возражений. Здесь Гумилёв продемонстрировал талант полемиста и оратора, например, когда оппонент заявил о незнании им восточных языков, заговорил с ним по-персидски. В результате из 16 членов диссертационного совета «за» проголосовали 15. Гумилёв с большой гордостью вспоминал в конце жизни:

«Это было для меня совершеннейшее торжество, потому что с этими академическими деятелями я устроил избиение младенцев, играя при этом роль царя Ирода».
В тот же период Лев Николаевич попытался уладить свою личную жизнь, которая даже по мнению А. Ахматовой отличалась крайней запутанностью. Гумилёв в письме к В. Н. Абросову от 18 января 1955 года прямо писал, что у него было 32 женщины.
Первым после фронта увлечением Гумилёва была художница Людмила Глебова. В 1945 году он также возобновил знакомство с Н. Соколовой — сотрудницей Эрмитажа, с которой общался с 1936 года, но в 1947 году они расстались. Главной причиной была бурная увлечённость Гумилёва Натальей Васильевной Ва́рбанец (1916—1987), отношения с которой, с перерывом на арест, продлились около 10 лет. Эти отношения причиняли Льву Николаевичу, с его гипертрофированным самолюбием, много хлопот и волнений, поскольку Н. Варбанец состояла в длительной связи со своим научным руководителем и начальником по отделу инкунабул Государственной публичной библиотеки — В. С. Люблинским (1903—1968). При этом Гумилёв сделал Варбанец предложение уже на следующий день после знакомства, вручив старинный веер А. А. Ахматовой в качестве символического дара. Она категорически ему отказала, но любовную связь поддерживала. Присутствовала она и на его защите 28 декабря (денег на ресторан не было, отмечали в Фонтанном доме), вместе они встречали новый, 1949 год.
В январе 1949 года Гумилёв получил должность старшего научного сотрудника Музея этнографии народов СССР, в сборнике научных трудов которого вышла первая статья учёного — «Статуэтки воинов из Туюк-Мазара». В музее первым заданием Гумилёва стала обработка коллекции, привезённой ещё в 1941 году из только что закрытого Агинского дацана. Летом он участвовал в раскопках хазарской крепости Саркел. Вскоре после возвращения, 6 ноября 1949 года Лев Николаевич был в четвёртый раз арестован (во время обеда у себя дома) и немедленно этапирован в московскую тюрьму Лефортово.

## Второе заключение (1949—1956)

### Пребывание в лагерях

Фото из следственного дела, 1949 год

После освобождения Гумилёв рассказывал Льву Ардову, что до войны сидел «за папу», а после войны — «за маму»; в интервью 1980-х годов эта версия встречалась довольно часто. Дело Гумилёва в 1949—1950 годах поочерёдно вели три следователя — майор Бурдин, подполковник Степанов, капитан Меркулов. Только третий следователь пытался собрать материал на А. Ахматову, и в особое производство материалы об Ахматовой из дела Гумилёва были выделены только 31 марта 1950 года. По мнению С. Белякова, после начала «Ленинградского дела» Гумилёв, как сын поэта-монархиста, расстрелянного за участие в контрреволюционном заговоре, был обречён на повторный срок. Следствие было долгим, но не столь тяжёлым по последствиям, как в 1938 году; в конечном итоге обвинения Льву Николаевичу были заимствованы из следственного дела 1935 года. 13 сентября 1950 года Гумилёву на Особом совещании при МГБ был вынесен приговор: «За принадлежность к антисоветской группе, террористические намерения и антисоветскую агитацию» десять лет лагерей. Гумилёв рассказывал, что прокурор, участвовавший в работе Особого совещания, так объяснил ему смысл приговора: «Вы опасны, потому что вы грамотны». 11 октября 1950 года он был этапирован в Челябинскую пересыльную тюрьму, откуда с очередным этапом его отправили в Казахстан, под Караганду.
Первый лагерный год тяжело дался учёному: по воспоминаниям Л. Вознесенского, отбывавшего срок в том же лагере, Гумилёв сильно постарел и поседел, это подтверждается и лагерными фотографиями. Никогда ранее не жаловавшийся, в письмах А. Ахматовой и Э. Герштейн Лев Гумилёв сообщал, что не надеется дожить до конца срока. Некоторое время он работал истопником, но продержаться на этой должности не удалось, и зимой 1951 года его поставили землекопом. Эмме Герштейн он писал:

Здоровье моё ухудшается очень медленно, и, видимо, лето я смогу просуществовать, хотя, кажется, незачем. <…> Я примирился с судьбой и надеюсь, что долго не протяну, так как норму на земляных работах я выполнить не в силах и воли к жизни у меня нет.
В день сорокалетия — 1 октября 1952 года, Гумилёв впервые попал в больницу из-за сердечно-сосудистой недостаточности — сказывались и последствия пыток во время следствия. В ноябре врачебная комиссия признала его инвалидом, к этому недугу добавилась в 1954 году язва двенадцатиперстной кишки, его мучили сильные боли. 24 марта того же года он даже составил завещание. К счастью, лагерная больница располагала хорошими специалистами из заключённых. За время срока в Норильлаге Гумилёв ни разу не обратился в больницу, за годы своего второго срока его госпитализировали не менее 9 раз, сделали две операции. После одной из них он написал Э. Герштейн, что «нечего затягивать мою агонию посылками». Начали отзываться пытки следователя Бархударьяна: Гумилёв всё чаще страдал от спазма нерва френикуса — временами отказывала рука и немела правая сторона тела.
В системе особых лагерей Гумилёв побывал в Луговом (недолго) и Песчаном лагерях. Зиму и начало весны 1951 года Гумилёв провёл в посёлке Чурбай-Нура, лагпункте Песчанлага, но уже к 25 марта оказался в Карабасе — карлаговской пересылке, на которой задержался на полгода. Осенью его перевели в Кемеровскую область, в район нынешнего Междуреченска, где недавно открылся лагерь Камышовый, в котором он провёл около двух лет. В основном, он трудился строительным рабочим, кормили на Алтае лучше, чем в Караганде, поэтому он просил Ахматову (а позднее и Герштейн) присылать сало, масло, горчицу, перец, финики, колбасу — «наша пища обильна, но однообразна, и её необходимо скрашивать». Чаще всего он просил прислать чай и махорку, без которых обойтись не мог.
Только за лето 1952 года заключённый Гумилёв сменил следующие профессии: чертёжника, монтёра, строительного десятника, скульптора, грузчика и актёра на постановке «Леса» А. Н. Островского. Летом 1953 года Гумилёва перевели в Омск на строительство нефтеперерабатывающего завода. Инвалида Гумилёва уже не ставили на тяжёлые работы, и он занял место лагерного библиотекаря, во время переезда лишился его и вновь вернулся на должность в августе 1955 года. Впрочем, уже в сентябре того же года его признали годным к физическому труду и поставили таскать опилки. После госпитализации его вернули в библиотеку, где он работал до операции по удалению аппендикса в январе 1956 года. После смерти Сталина режим стал меняться — с 1954 года разрешили переписку с друзьями, а не только ближайшими родственниками. Его постоянными корреспондентами стали, помимо А. Ахматовой, Э. Герштейн, В. Абросов, Н. Козырев, и другие; сохранились и три письма от Н. Варбанец.

### Научная работа в заключении
Работа в лагерной библиотеке способствовала интеллектуальному развитию Гумилёва, а болезни периодически освобождали от физического труда и давали возможность обдумывать научные идеи. Камышлаг выписывал не только центральные газеты («Правда», «Известия», и др.), но и литературные журналы — «Огонёк» и «Новый мир», и даже научный — хотя и предельно идеологизированный — журнал «Большевик». Ахматова и Герштейн присылали ему каталоги «Академкниги», а после разрешения получать денежные переводы Лев Николаевич стал заказывать нужные книги прямо в лагерь. В период второго заключения он перестал заниматься поэзией и потерял интерес к литературе и «серьёзному искусству», в чём его упрекала Н. Варбанец. В одном из писем он отвечал:

«Не хочу трагизма, он мне ни к чему. Устал, хочу отдыхать и заниматься историей веков отдалённых».
Ещё во время следствия у Гумилёва была изъята 481-страничная рукопись «История Срединной Азии в Средние века», причём следователь по особо важным делам МГБ СССР И. Н. Меркулов, не желая отправлять её в архив, отдал приказ сжечь бесполезные бумаги. Судя по названию, это было продолжение диссертации о древних тюрках. Уничтожение рукописи повергло Льва Николаевича в депрессию, Ахматовой с челябинской пересылки он писал: «Жалко только незаконченных работ, но, по-видимому, они не актуальны». Однако природные склонности взяли верх. По мнению С. Белякова, к октябрю — ноябрю 1952 года относится рассказ Гумилёва о том, как он получил разрешение заниматься научной работой:

«В лагере, как известно, категорически запрещалось вести какие-либо записи. Я пошёл к начальству и, зная его преобладающее свойство — предупреждать и запрещать, сразу запросил по максимуму: „Можно ли мне писать?“ — „Что значит писать?“ — поморщился оперуполномоченный. „Переводить стихи, писать книгу о гуннах“. — „А зачем тебе это?“ — переспросил он. „Чтобы не заниматься разными сплетнями, чтобы чувствовать себя спокойно, занять своё время и не доставлять хлопот ни себе, ни вам“. Подозрительно посмотрев на меня, он молвил: „Подумаю“. Спустя несколько дней, вызвав меня, он сказал: „Гуннов можно, стихи нельзя“».
Черновой вариант рукописи «История хунну» упоминается в завещании Гумилёва 25 марта 1954 года. Занятия историей хунну, вероятно, объяснялись и научным соперничеством с А. Н. Бернштамом, не единожды упоминаемым в переписке с Ахматовой. Когда в лагерь пришла весть о смерти Сталина, Гумилёв, занимавшийся «Хунну» в лагерной библиотеке, отмахнулся: «…идите, скорбите, идите, скорбите…» Благодаря интересу к истории Центральной Азии возникли новые лагерные знакомства — друзьями Гумилёва стали будущий востоковед Михаил Фёдорович Хван, будущий экономист и политический обозреватель Лев Александрович Вознесенский. В 1954 году в письмах из лагеря заметное место занимал китайский интеллектуал Чен Чжу, который помогал ему трактовать тёмные места из русских переводов китайских источников, а также разъяснял смысл иероглифов, встречавшихся в работах Н. Я. Бичурина, которыми пользовался Гумилёв. В лагере же он стал углублённо заниматься персидским языком и даже просил Ахматову прислать персидскую хрестоматию. Главным его наставником был, очевидно, учёный памирец, прошедший обучение у исмаилитского пира — Алифбек Хийшалов. Он принадлежал к этносу шугнанцев; ко времени знакомства с Гумилёвым ему было 44 года, и помимо традиционного образования он имел за плечами Сталинабадский пединститут. По материалам А. Хийшалова Гумилёв позднее написал две статьи для «Вестника древней истории» — одного из самых престижных академических журналов. Научные занятия, однако, могли приводить и к очень серьёзным недоразумениям: ещё в междуреченской дислокации Камышлага уголовники раздобыли у вольнонаёмных водку и попытались устроить еврейский погром в строительной конторе, где работал Гумилёв. Из-за внешности и картавости Гумилёв стал одной из первых мишеней для нападавших, вместе с ним под удар попали белорусский славист профессор Матусевич и бывший есаул Кубанского казачьего войска Фёдоров. Однако политическим удалось отбиться, и никто не пострадал.
В научных занятиях в лагере Гумилёву больше всего помогали с воли А. Ахматова и В. Абросов, присылавшие нужные книги, мать даже сделала биографическую справку об Ань Лушане. Однако здесь наметилось охлаждение в отношениях матери и сына, которое пока выражалось в жалобах Э. Герштейн на недостаточную помощь. Например, в течение нескольких лет Гумилёв просил достать ему «Западную Монголию и Урянхайский край» Г. Е. Грумм-Гржимайло и даже указал, что её можно найти на складе Географического общества. Ахматова так и не нашла этой книги, это сделала Н. Варбанец, которая и выслала один из томов Льву Николаевичу. Уже в 1997 году С. Лавров обнаружил на том же складе неразошедшиеся экземпляры «Западной Монголии». С. Беляков утверждал, что недовольство Гумилёва возникло не на пустом месте: для Ахматовой всё, что выходило за пределы литературного творчества, было чрезвычайно мучительной задачей, и отправку посылок в лагерь и переписку она охотно доверяла Э. Герштейн.

### Освобождение. Реабилитация
Ещё в 1950 году Ахматова написала письмо Сталину, но, по-видимому, оно даже не дошло до адресата. В январе — феврале того же года вместе с Л. Чуковской они составили письмо Ворошилову, который перенаправил его в прокуратуру, откуда 14 июня 1954 года пришёл ответ: «в ходатайстве отказать». После смерти Сталина Э. Герштейн начала хлопотать об освобождении Гумилёва, в частности, благодаря её просьбам обращение в прокуратуру направили В. В. Струве, М. И. Артамонов и А. П. Окладников. К июлю 1955 года судьбой Льва Николаевича заинтересовался член-корреспондент АН СССР Н. И. Конрад — известный синолог и японист, сам прошедший через систему ГУЛАГа. Он решил привлечь Гумилёва для работы над 10-томной академической «Всемирной историей». В октябре 1955 года Э. Герштейн получила из лагеря посылку с прочитанными книгами, среди которых было спрятано 30 тетрадей рукописи «Древняя история Срединной Азии», каллиграфически переписанной кем-то из солагерников. Предполагалось представить рукопись Конраду и использовать её в качестве одного из разделов «Всемирной истории» и, возможно, защитить её в качестве докторской диссертации.
Э. Герштейн перепечатала рукопись на машинке и отвезла Конраду. Однако в состав «Всемирной истории» материалы Гумилёва так и не вошли. По мнению С. Белякова, причина была в концептуальном несогласии Конрада и Гумилёва. В третьем томе «Всемирной истории», над которым и работал Конрад (его авторству принадлежало 7 глав), история кочевников Центральной Азии — хуннов, сяньби, тоба, жужаней, тюрок, — была приложением к истории Китая. Кочевым народам Центральной Азии было посвящено лишь несколько страниц, иными словами, редакция негласно придерживалась гегелевского деления народов на «исторические» и «неисторические».
После XX съезда КПСС по ГУЛАГу заработали комиссии по пересмотру дел политических заключённых, в конце апреля такая комиссия добралась до Омска. 11 мая 1956 года Л. Н. Гумилёв был признан невиновным по всем статьям и отпущен на свободу, проведя в тюрьмах и лагерях около 14 лет. В справке об освобождении в графе «место следования» значилось — «Ленинград».
2 июня 1956 года Военная коллегия Верховного суда отменила постановление Особого совещания при МГБ, осудившего Гумилёва, и 30 июля дело было прекращено «за отсутствием состава преступления». По делу 1938 года Гумилёв был реабилитирован только в 1975 году.

## Отношения с матерью

### Разрыв

Мать с сыном. Около 1960 года

15 мая 1956 года Гумилёв прибыл в Москву, рассчитывая на пути в Ленинград остановиться у Ардовых — свою жизнь и научную карьеру Лев Николаевич связывал только с северной столицей. На квартире Ардовых на Ордынке он неожиданно встретил Анну Андреевну, приехавшую в Москву накануне. По свидетельству Э. Герштейн, нормальной встречи не получилось: из лагеря Лев Николаевич прибыл «до такой степени ощетинившийся» против матери, «что нельзя было вообразить, как они будут жить вместе». Сам Гумилёв много лет спустя в «Автобиографии» трактовал события так: «… я застал женщину старую и почти мне незнакомую. Она встретила меня очень холодно, без всякого участия и сочувствия». «Изменилась она и физиогномически, и психологически, и по отношению ко мне». Из Москвы он уехал один, хотя в Ленинграде не имел ни жилья, ни работы, причём получить её без прописки не мог.
Прописался Лев Николаевич у сотрудницы Государственного этнографического музея Татьяны Александровны Крюковой, с которой работал ещё до ареста. Прописка послужила поводом для скандала: Ахматова недолюбливала Крюкову и вскоре прописала Гумилёва у себя на улице Красной Конницы, дом 4, кв. 3, куда переехала вместе с семьёй Ирины Пуниной ещё в 1952 году. Летом 1956 года Гумилёв встал в очередь на жильё и, несмотря на хлопоты Ахматовой, получил комнату лишь весной 1957 года. К тому времени отношения сына и матери выстроились на деловой почве: Лев Николаевич помогал матери с поэтическими переводами, чем до известной степени обеспечивал себя. В июне 1957 года он писал В. Абросову, что за перевод персидского поэта Бехара ему был предложен гонорар в 20 000 рублей, а в 1959 году он писал сводному брату О. Высотскому, что переводами при гонораре 5 рублей за строчку заниматься выгодно.
До весны 1957 года Гумилёв вёл общее хозяйство с Ахматовой и Пуниными (хотя Анна Андреевна предпочитала жить у знакомых в Москве или на даче в Комарове). Получив комнату в коммунальной квартире на Московском проспекте (её площадь была всего 12 м².), он поспешил туда переехать, но совместная работа с Ахматовой продолжалась до 1960 года (над переводами Ивана Франко и двухтомным изданием сербского эпоса о князе Лазаре, братьях Юговичах и других героях).
30 сентября 1961 года произошла окончательная ссора, после которой Ахматова и Гумилёв уже никогда не общались. По его словам: 

«…Перед защитой докторской, накануне дня моего рождения в 1961 году, она… выразила своё категорическое нежелание, чтобы я стал доктором исторических наук, и выгнала меня из дома. Это был для меня очень сильный удар, от которого я заболел и оправился с большим трудом».
Ссора произошла на новой квартире Ахматовой на улице Ленина, 34. В тот же день Гумилёва увидел его оппонент — М. И. Артамонов, который был испуган видом Льва Николаевича. О дальнейших отношениях свидетельствует такой факт: у Ахматовой в начале октября произошёл второй инфаркт, Гумилёв не поверил и категорически отказался встречаться с ней в больнице. В дальнейшем Гумилёв с неохотой касался этой темы в общении с посторонними; в общем, все версии взаимоотношений матери и сына восходят к двум первоисточникам — высказываниям Ахматовой и Гумилёва.

### «Реквием»
Семнадцать месяцев кричу,

Зову тебя домой.

Кидалась в ноги палачу —

Ты сын и ужас мой.

Всё перепуталось навек,

И мне не разобрать

Теперь, кто зверь, кто человек,

И долго ль казни ждать.

И только пышные цветы,

И звон кадильный, и следы

Куда-то в никуда.

И прямо мне в глаза глядит

И скорой гибелью грозит

Огромная звезда.

Лёгкие летят недели,

Что случилось, не пойму.

Как тебе, сынок, в тюрьму

Ночи белые глядели,

Как они опять глядят

Ястребиным жарким оком,

О твоём кресте высоком

И о смерти говорят.
В 1957 году Ахматова вернулась к поэме «Requiem», работу над которой она начала ещё в 1930-е годы. Замысел «Реквиема» напрямую связан со вторым арестом Гумилёва. Поэма, помимо всего прочего, вобрала в себя опыт матери политзаключённого: «Муж в могиле, сын в тюрьме, // Помолитесь обо мне». «В страшные годы ежовщины я провела семнадцать месяцев в тюремных очередях в Ленинграде», — писала она в предисловии к поэме. В 1960-е годы поэма попала в самиздат, и тогда её прочитал Гумилёв. Ему она не понравилась. Обида на нехватку материнского внимания, на недостаток усилий с её стороны для его освобождения, — по его мнению, всё это умаляло значение поэмы. Иосиф Бродский со слов Соломона Волкова утверждал, что Гумилёв сказал матери приблизительно следующее: «Для тебя было бы даже лучше, если бы я умер в лагере». Точный смысл этих слов заключался в том, что так было бы лучше для поэта, а не для матери. По мнению Бродского, «этой фразой про „тебе лучше“ он показал, что дал лагерям себя изуродовать…»
В наброске неоконченного стихотворения, датированного 27 июня 1958 года, Ахматова писала приблизительно в таком же ключе:
Зачем и кому говорила,

Зачем от людей не таю,

Что каторга сына сгноила,

Что Музу засекли мою.

Я всех на земле виноватей,

Кто был и кто будет, кто есть,

И мне в сумасшедшей палате

Валяться — великая честь.
Лев Николаевич противопоставлял поступки матери и поступки поэта. «Реквием» он называл памятником самолюбованию: «Реквием пишут в память умерших, но я-то остался жив». Дилемма талантливого творца и нечуткой матери вызывала в Гумилёве приступы жёлчности, проявлявшиеся в переписке:

«В чём дело, я понимаю. Мама, как натура поэтическая, страшно ленива и эгоистична, несмотря на транжирство. Ей лень думать о неприятных вещах и о том, что надо сделать какое-то усилие. Она очень бережёт себя и не желает расстраиваться. Поэтому она так инертна во всём, что касается меня. Но это фатально, так как ни один нормальный человек не в состоянии поверить, что матери наплевать на гибель сына. А для неё моя гибель будет поводом для надгробного стихотворения о том, какая она бедная — сыночка потеряла, и только. Но совесть она хочет держать в покое, отсюда посылки, как объедки со стола для любимого мопса, и пустые письма, без ответов на заданные вопросы. Зачем она вводит в заблуждение себя и других: я великолепно понимаю, что посылки из её заработка, вернее, из тех денег, которые даёт ей Правительство. Не надо быть наивным — её бюджет рас<с>читан и я учтён при этом. Поэтому, если говорить о справедливости, то она должна присылать мне ½ заработка. Но теперь, действительно, мне не хочется питаться объедками с господского стола. Не кормить меня она должна, а обязана передо мной и Родиной добиться моей реабилитации — иначе она потакает вредительству, жертвой которого я оказался».— Л. Н. Гумилёв. Письмо из лагеря Эмме Герштейн от 25 марта 1955 года
На самом деле мать не была столь инертна. В 1949 году на неё было заведено персональное дело, по этой причине она не могла ответить на его просьбы приехать к нему в Омск, чтобы не осложнить и его собственное положение. Приезду в 1955 году помешал сердечный приступ. Кроме писем Сталину и Ворошилову она решилась на отчаянный поступок, чтобы спасти жизнь сыну: в 1950 году в журнале «Огонёк» появились её стихи, посвящённые «вождю всех времён и народов». Но Лев Николаевич, по свидетельству И. Н. Пуниной, даже на похороны матери отказывался ехать: «Не поеду. Она написала „Реквием“, она меня похоронила…» В «Автонекрологе» Л. Н. Гумилёв писал: «Реквием по-русски значит панихида. Панихиду по живому человеку считается, согласно нашим древним обычаям, служить грешно <…> зачем же служить панихиду по человеку, которому можно позвонить по телефону».
Тем не менее, как считают исследователи, в многолетнем споре матери и сына, где оба были в чём-то виновны друг перед другом, поэма «Requiem» подвела черту, сделав мудрее и мать, и сына.

## Возвращение в науку (1956—1966)

### Эрмитаж
Первая попытка получить место научного сотрудника в Эрмитаже провалилась — свободных ставок не было. Гумилёв был готов оформиться в Этнографическом музее дворником, но в октябре 1956 года директор М. И. Артамонов устроил его в отделе первобытного искусства на ставку сотрудницы, ушедшей в декретный отпуск (пошутив при этом, «что мол, пусть заботится о том, чтоб сотрудницы регулярно беременели и отправлялись в декрет, чтобы ставка оставалась за ним»). Зарплата его составляла 1000 рублей — очень скромно для человека с учёной степенью. Рабочее место было обустроено в библиотеке Эрмитажа, по сути, должность врио старшего научного сотрудника была синекурой, позволявшей обрабатывать созданные в лагере труды. На этом месте Гумилёв продержался три года, но пытался при этом улучшить своё положение и устроиться в Институт востоковедения. Шанс представился в октябре 1958 года, когда Гумилёв познакомился с Юрием Рерихом, переехавшим в СССР и занявшим пост заведующего сектором философии и истории религии Индии в Институте востоковедения АН СССР (ИВАН). В 1959 году Гумилёв познакомил Рериха с текстом своей диссертации о древних тюрках и получил одобрение. В письме И. С. Кацнельсона от 12 апреля 1960 года сообщается, что Ю. Н. Рерих обратился в дирекцию ИВАН с просьбой зачислить Гумилёва в штат. Однако вскоре Ю. Рерих скончался, и план не осуществился.
Уже в конце 1956 года в поисках единомышленников Гумилёв начал переписку с Петром Николаевичем Савицким — одним из основоположников евразийства. Через Савицкого Гумилёв начал переписываться и с Георгием Владимировичем Вернадским, — первое время через Прагу — поскольку связываться с США опасался. Напрямую они стали переписываться после кончины Савицкого.
Первые три года жизни в Ленинграде прошли почти без публикаций, В. Абросову Гумилёв писал: «…я, как Мартин Иден, разослал свои работы в последний раз: больше я пытаться уже не в силах». Ему, видимо, не терпелось включиться в научную жизнь: первый доклад он сделал уже 5 июня 1956 года в Музее этнографии — сразу после возвращения. Чертой характера Гумилёва стала крайняя подозрительность и предубеждение в отношении сотрудников академических институтов и издательств, которые будто бы тормозили его публикации. В 1959 году Гумилёв опубликовал 6 статей — все в ведущих изданиях: «Советская археология», «Советская этнография», «Вестник древней истории». С тех пор в среднем Гумилёв печатал по 5—7 статей в год, а в 1966 году поставил своеобразный «рекорд»: 11 статей, не считая книги «Открытие Хазарии».

### «Хунну»
В июне 1957 года Лев Николаевич получил от Института востоковедения предложение издать монографию. В декабре того же года он сдал в редакционно-издательский отдел института рукопись «Хунну» — переработанной «Истории Срединной Азии в древности». Рукопись рассматривалась медленно и в феврале 1959 года вернулась автору на доработку. Он был недоволен, но замечаниям последовал, и в конце апреля 1960 года Издательство восточной литературы выпустило в свет его первую книгу — «Хунну: Срединная Азия в древние времена».
Согласно В. Дёмину, первая научная монография Л. Гумилёва содержала три основные идеи, которые в дальнейшем определяли всё его творчество:
1. Антиевропоцентристские убеждения и мировоззрение, которые последовательно отстаивались во всех его трудах.
2. Объяснение исторических и социальных явлений с точки зрения их природной обусловленности. Главную роль здесь играет ландшафт, в частности, для хуннов — сочетание двух ландшафтных составляющих: лесистых склонов гор и степи.
3. Попытка ответить на вопрос о причинах большой социальной и военной активности хуннов. Именно в этом контексте Гумилёв вводит понятия «пассионарность» и «пассионарный толчок».

Монография сразу была замечена специалистами — синологами и тюркологами. Первую рецензию опубликовал профессиональный китаист Ким Васильевич Васильев в журнале «Вестник древней истории». Рецензия была остро негативной, так же отреагировал на неё и Гумилёв. Основная мысль рецензента была такова: поскольку история хуннов (гуннов, сюнну) известна в основном по китайским источникам, исследователь этой темы должен владеть китайским языком, а желательно и японским, поскольку именно японские исследователи занимаются этой тематикой. Л. Н. Гумилёв данными языками не владеет, лишён он также возможности ознакомиться с зарубежными достижениями в области историографии хуннской проблемы, основные его источники — переводы иеромонаха Иакинфа (Никиты Яковлевича Бичурина) XIX века. Эти переводы уже устарели. К. В. Васильев приводил множество существенных ошибок в книге Гумилёва, практически все связанные с филологической подготовкой автора. Обратил он также внимание на одно свойство характера Льва Николаевича: предположение, гипотезу, догадку Гумилёв, увлекаясь, часто выдавал за истину, за общепризнанную аксиому. Например, Гумилёв придерживался гипотезы своего предшественника Г. Е. Грумм-Гржимайло о европеоидности динлинов и писал об их расовой принадлежности как о вопросе решённом и сомнений не вызывающем, хотя это не соответствовало действительности. Резюме рецензента было сурово: «Хунну» — систематизированный пересказ переводов Н. Я. Бичурина и Л. Д. Позднеевой, монографий Э. Шаванна; книга Гумилёва «не вносит ничего принципиально нового в современную историографию Древней Центральной Азии».
26 сентября 1961 года в библиотеке Эрмитажа состоялось обсуждение книги Гумилёва и рецензии Васильева. Присутствовали специалисты из университета, Института народов Азии и Эрмитажа — всего 52 человека. Заседание длилось четыре часа.
В своём выступлении Гумилёв разделил замечания Васильева на две группы: «дельные поправки» (одна, притом незначительная) и «несправедливые упрёки» (которых насчитал 24). В дискуссии приняли участие сотрудники Эрмитажа, причём уровень аргументации был совершенно различным — вплоть до обращения к авторитету классиков марксизма. Были и выпады личного характера. Объединяло противников и сторонников Гумилёва одно: всем понравился стиль. «Прекрасный язык» «яркой и увлекательной книги» хвалили безоговорочно. Тем не менее, по мнению С. Б. Лаврова, дискуссия завершилась «вничью», а по мнению Гумилёва — его победой.
18 декабря 1961 года под председательством В. В. Струве состоялось заседание исторической секции Ленинградского отделения ИНА АН СССР, на которой Гумилёв не присутствовал по болезни. Стенограмма дискуссии также публиковалась в «Вестнике древней истории» и была болезненно воспринята сторонниками Льва Николаевича, Савицкий даже назвал её пиром «людоедов, которым не удалось, к счастью, добраться до человечины». Однако присутствовавшие на дискуссии синологи (Б. И. Панкратов, В. М. Штейн, Л. Н. Меньшиков) и кочевниковеды (Ю. А. Заднепровский, А. Н. Кононов) сочли аргументацию К. В. Васильева корректной и аргументированной. Юрий Александрович Заднепровский при этом впервые причислил Гумилёва не к учёным, а к прозаикам, беллетристам, историческим романистам. Похожие эпитеты использовал и Г. В. Вернадский в своей рецензии на «Хунну», увидевшей свет в США в том же году. Он отметил, что книга Гумилёва талантливо написана, «он чувствует и природу, и людей».
Сам Гумилёв тяжело переживал критику и обвинял во всём враждебность востоковедов и «заказной характер дискуссии». По мнению С. Белякова, это не соответствовало действительности. При всей резкости выводов, рецензенты были правы в одном: «Гумилёву не хватало знания восточных языков и способности критически посмотреть на собственные выводы. Гумилёв редко отказывался от полюбившейся идеи, даже если она входила в противоречие с фактами».
В 1962 году в дискуссии по поводу «Хунну» наступил перелом: журнал «Народы Азии и Африки» напечатал ещё две рецензии на «Хунну», написанные профессиональными синологами — М. В. Воробьёвым и Л. И. Думаном, обе весьма положительные. По мнению С. С. Белякова, рецензия Думана — наиболее взвешенная из рецензий на «Хунну». Не отрицая наличия ошибок и неточностей, он счёл работу Гумилёва ценной хотя бы из-за последовательного изложения скудных сведений о хуннах, разбросанных по разным китайским источникам, с дополнениями на основе археологических данных.

### Защита докторской диссертации. «Древние тюрки»
Обсуждение докторской диссертации Л. Н. Гумилёва на тему «Древние тюрки. История Срединной Азии на грани Древности и Средневековья (VI—VIII вв.)» проходило в Эрмитаже 9 мая 1961 года. Отдел Востока ИНА не откликнулся, но все отзывы были благожелательными, и защиту назначили на осень. В воспоминаниях, надиктованных в 1987 году, Гумилёв, однако, драматизировал события:

«Защита эта стоила мне очень больших травм и потерь, так как в Институте востоковедения, откуда, очевидно, и писали на меня доносы, ко мне было исключительно плохое отношение. И когда прислали эту диссертацию в московское отделение Института востоковедения, её сначала потеряли, потом, когда я вернулся, её разыскали, но отказали мне в рецензии на том основании, что у них Древний Восток — до V века, а у меня — VI-й. Но потом мне всё-таки выдали положительную рецензию, и я защитил диссертацию единогласно». 
По мнению С. Белякова, несмотря на усталость от очередной археологической экспедиции и потрясение от ссоры с матерью, обстоятельства Гумилёва осенью 1961 года были несравнимы с защитой кандидатской степени: у него были собственное жильё, должность старшего научного сотрудника; не случайно он писал В. Абросову «Дело жизни сделано!» Главным оппонентом выступил М. И. Артамонов — давний друг и покровитель. Защита, по воспоминаниям всех присутствовавших, прошла «триумфально».
В 1967 году переработанная для печати диссертация вышла в свет под названием «Древние тюрки». Гумилёв ею гордился и в «Автонекрологе» выразился в присущем ему духе:

 «…книгу „Древние тюрки“… напечатали потому, что нужно было возражать против территориальных притязаний Китая, и как таковая моя книга сыграла решающую роль. Китайцы меня предали анафеме, а от территориальных притязаний на Монголию, Среднюю Азию и Сибирь отказались».
История тюрок в книге дана в контексте истории всего евразийского региона — от Византии до Кореи, от Байкала и Ангары до Тибета и Сычуани. Как обычно, Лев Николаевич использовал исторические реконструкции, например, в сюжете о быте и нравах двора уйгурского хана в конце VIII — начале IX веков; вырождении уйгурской знати и губительном распаде института семьи в результате принятия манихейства — религии, отвергающей благость посюстороннего мира. В то же время С. Беляков писал, что в этой книге «исследователь взял верх над природным тюркофилом. Нет книги более разрушительной для евразийской идеи…»:

«Гумилёв… показал, что тюркский Вечный Эль был создан „длинным копьём и острой саблей“ и скреплён почти исключительно военной силой тюрков, заставлявшей „головы склониться, а колени согнуться“.
Гумилёв восхищается военной доблестью тюрков. Глава о восстании Кутлуга, возродившего Восточный каганат, — одна из самых захватывающих, драматичных. Она намного интереснее исторического романа. Но Гумилёв и не скрывает, что для вольных степных народов — уйгуров, карлуков, кыргызов — тюрки оставались поработителями, отношения между народами, по крайней мере в Восточном каганате, складывались как отношения между грабителями и жертвами грабежа. Поэтому Гумилёв называет Тюркский каганат „государством-хищником“, „некоторым подобием Спарты, но во много раз сильнее и больше“. Объединение Великой степи под властью тюркского рода Ашина было для большинства народов большой бедой».

### Археолог. Хазарская проблема
Проблемой хазар и локализации хазарского государства, а также принадлежностью хазарского этноса Гумилёв заинтересовался ещё в середине 1930-х годов, общаясь с М. И. Артамоновым и участвуя в раскопках 1936 года в долине реки Маныч, причём тогда Лев Николаевич ещё не успел восстановиться в университете, и деканат не оплатил ему дорогу; в штат экспедиции он вошёл на месте. По воспоминаниям Т. Шумовского, во время следствия 1938 года Гумилёв в тюремной камере читал лекцию о хазарах, а не о гуннах или тюрках. На раскопках под руководством Артамонова Гумилёв работал до своего ареста в 1949 году.
Вновь к хазарской проблематике Гумилёв вернулся в 1959 году, участвуя в экспедиции на Волге и публикуя результаты своих хазарских исследований в центральных академических журналах: «Азия и Африка сегодня», «Вестник ЛГУ», «Сообщения Государственного Эрмитажа». Работа в области хазарской археологии вывела Гумилёва на географическую проблематику и одновременно позволила ему найти оптимальную литературную форму для всех своих будущих книг. Это ярко проявилось весной 1965 года, когда издательство «Наука» заказало Гумилёву научно-популярную книгу об экспедиции, которая и вышла в свет в июне 1966 года — «Открытие Хазарии».
В 1962 году вышла капитальная «История хазар» М. И. Артамонова, которая готовилась ещё до войны — редактировал её Гумилёв. Хазарский вопрос к тому времени стал политическим, из-за этого советская историография уступила пальму первенства: первый в мировой науке обобщающий труд по хазарам вышел на Западе. Профессор Принстонского университета Д. Данлоп опубликовал «Историю еврейских хазар» в 1954 году.
В том же 1962 году вышла статья В. Абросова «Гетерохронность периодов повышенного увлажнения гумидной и аридной зон» (в печать её пристроил Гумилёв). Абросов развивал идеи известного географа А. В. Шнитникова и вскрыл закономерность в изменении уровня Каспийского моря, Арала и Балхаша: усыхание Арала и Балхаша нередко совпадает с повышением уровня Каспийского моря. Вскользь там же связывалось повышение и понижение уровня центральноазиатских озёр с солнечной активностью. Этими вопросами Абросов занимался ещё в 1950-е годы и делился идеями с Гумилёвым в их лагерной переписке. Выйдя на свободу, Лев Николаевич применил теорию Абросова для изучения исторического цикла евразийских кочевников.
Астраханская археологическая экспедиция Государственного Эрмитажа 1959 года, которую возглавлял Гумилёв, состояла всего из трёх человек, включая венгра И. Эрдеи. Экспедицию организовали по просьбе Гумилёва ради проверки локализации хазарской столицы — Итиля, необходимой для подтверждения выводов Артамонова. Результаты археологической разведки обескураживали: не было никаких свидетельств наличия крепостных валов, захоронений, керамики, лишь на берегу Ахтубы под слоем отложений был найден единственный черепок хазарского времени. Исходя из этих скудных данных Гумилёв сразу же сделал вывод: до X века Итиль располагался на берегу Ахтубы, близ урочища Мартышкин лес, но затем был смыт при повышении уровня Каспийского моря. Гумилёв заявил, что увиденная им местность напоминала описания арабских путешественников и царя Иосифа. Категорический вывод впервые был озвучен в письме В. Абросову от 8 октября 1959 года, уже из Ленинграда. 17 октября свою гипотезу о периодичности увлажнения евразийских степей Гумилёв изложил Артамонову, которому идея понравилась, и он дополнил её собственными наблюдениями.

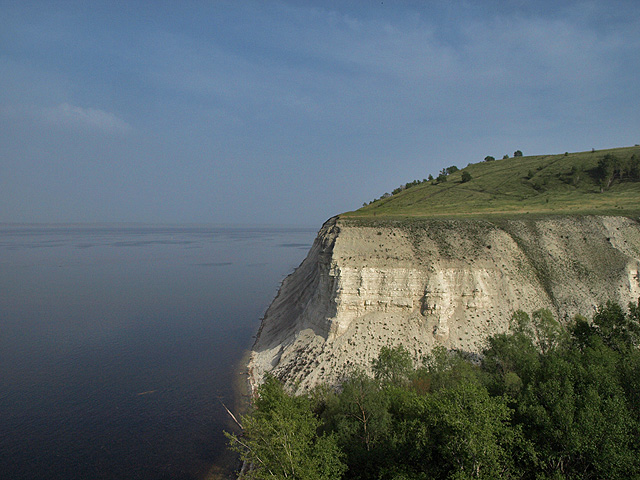
Утёс Степана Разина. Фото 2010 года

В августе 1960 года Гумилёв вновь отправился на Волгу с намерением раскапывать т. н. бэровские бугры (возвышения в дельте, не покрывавшиеся водой при повышении уровня Каспия, названные в честь академика К. Бэра). Собственно, экспедиция была геологической, возглавляемой А. Алексиным, который и исследовал бэровы бугры; благодаря геологам экспедиция располагала моторной лодкой, грузовиком и прислугой. Раскопки шли на Бугре Степана Разина, где вскоре был обнаружен могильник, который мог относиться к хазарскому времени. О результатах Гумилёв сообщал Абросову так: «Хазария оказалась типично речной страной, расположенной южнее Астрахани, на площадях, частично ныне затопленных. Они [там] жрали рыбу и арбузы, а кочевниками не были. Об этом буду нынче писать».
Летом 1961 года Гумилёв решил проверить гипотезу Абросова и принял решение копать в Дербенте. Дербентская стена, перестраиваемая в VI—XIV веках, позволяла точно оценить колебания уровня Каспия, но требовались подводные исследования, поскольку Гумилёву нужно было знать, построили стену на скальном основании грунта или искусственной насыпи. Для этого был нужен акваланг и молодой помощник, которым стал Г. Прохоров — тогда первокурсник исторического факультета ЛГУ, слушатель спецкурса Гумилёва. Весной 1961 года они даже вместе обучались подводному плаванию.
Экспедиция началась в июле 1961 года вновь на Бугре Степана Разина, где было обнаружено целое кладбище с разнообразными погребениями, которые Гумилёв интерпретировал как интернациональные. После этого Гумилёв с Прохоровым, оставив рабочих раскапывать бугор далее, перебазировались в Дербент. Море в августе было бурным, работать даже в тихие дни можно было только ранним утром, всё это сильно изнуряло 49-летнего археолога. Были и опасные случаи: 10 августа Прохоров с Гумилёвым едва не погибли — у первого оказался неисправным манометр на акваланге, второго едва не зашибло лодкой. Задача была выполнена: в общих чертах гипотеза была подтверждена, а равно и были подтверждены данные арабских географов средневековья: на глубине 3,5 м на расстоянии 200 м от берега были обнаружены каменные плиты сасанидской эпохи, а на глубине 4 м — черепок амфоры, аналогичной тем, что находили вдоль стены на берегу.
В 1962 году Гумилёв решился искать вторую столицу Хазарии — Семендер. Артамонов предполагал, что город находился в низовьях Терека, в районе нынешнего Кизляра, но Гумилёв решил, что в Средние века в низовьях Терека город существовать не мог, потому что река часто выходила из берегов, а хазары не умели строить дамбы. В результате он объявил, что у станицы Шелковская (на территории Чечни) имеется крепость со стенами, аналогичными саркельским, которая и является искомой столицей Кавказской Хазарии. Уже в 1970-е годы подход Гумилёва подвергся критике В. Б. Виноградова «за поспешность и самонадеянность». При этом ценность самой находки под сомнение не ставилась, Виноградов безоговорочно признал городище хазарским, но отказался считать его Семендером. В 1966—1967 годах Кавказская этноархеологическая экспедиция ЛГУ ещё раз копала на территории Шелковской, но сенсации так и не случилось, и много лет спустя профессор А. В. Гадло, продолжавший исследовать Шелковское городище, признал, что Гумилёв открыл «сезонную ставку хазарского военачальника». Раскопки эти оказались последней полевой экспедицией 55-летнего исследователя. Далее он переключился на создаваемую пассионарную теорию, однако разработанную на археологическом материале теорию гетерохронности и географический подход к истории древних этносов Евразии Гумилёв применял до конца жизни.

#### Географический детерминизм
Впервые свою теорию, выведенную на основе факта гетерохронии увлажнения евразийских степей, Гумилёв последовательно изложил в докладе, посвящённом юбилею выдающегося географа Льва Семёновича Берга. Гумилёв показал, как ландшафт и климат влияют на хозяйство народа, а через хозяйство — на общество и политический строй. Логика его рассуждений была такова: на склонах Западного Тянь-Шаня, Тарбагатая и Алтая лето стоит сухое и жаркое, растительность выгорает, поэтому кочевники летом перегоняют скот на горные пастбища — джайляу, а на зиму заготавливают сено, потому что на склонах гор скапливается много снега, и овцы не могут там кормиться без помощи человека. У каждого рода были свои места летовок и зимовок, а потому кочевые племена мало общались друг с другом и на протяжении последних двух тысяч лет практически не создавали сильных государств с единой авторитарной властью, как это было в соседней Монголии. В этом этноландшафтном регионе появлялись чаще всего не сильные централизованные ханства вроде государства хуннских шанъюев или чингисидов. Напротив, преобладали племенные союзы и конфедерации — Юэбань, карлуки, ойраты.
Значимость такого рода выводов признавали даже критики и противники теорий Л. Гумилёва. Л. С. Клейн — один из наиболее последовательных критиков — писал:

«… в некоторых своих работах он был действительно замечательным учёным, сделавшим великолепные открытия, — это работы о циклических изменениях путей циклонов и влиянии этих изменений на жизнь и историю населения Евразии. Если бы он сосредоточился на этих явлениях, возможно, он был бы гораздо менее заметен в массовом сознании, но значительно более авторитетен в научном мире».
Именно работы о Хазарии и влиянии природной среды на историю кочевых народов начали в первую очередь переводить на английский, французский, венгерский, немецкий языки. Статьи Гумилёва печатал не только нью-йоркский журнал «Soviet Geography», но и парижский «Cahiers du monde russe et soviétique» (500 франков гонорара в своё время помогли нуждавшемуся учёному), а также берлинские и будапештские научные сборники. По словам С. Белякова, «историко-географические статьи Гумилёва не случайно так охотно переводили в Европе и США. Гумилёв тогда, сам того не зная, шёл в одном направлении с историками второго поколения школы „Анналов“, самой авторитетной исторической школы Европы. Правда, с трудами „анналистов“ Гумилёв почти не сталкивался».
Результаты исследований Гумилёва были признаны, в первую очередь, географами: в 1962 году Лев Николаевич был приглашён на должность старшего научного сотрудника в Научно-исследовательский географо-экономический институт ЛГУ, в штате которого работал до самого выхода на пенсию в 1987 году. Эту должность он полусерьёзно называл «своей экологической нишей». Ещё с 1949 года он состоял действительным членом Всесоюзного географического общества, а в 1961 году возглавил его этнографическое отделение. В 1964 году он был введён в Учёный совет Географического общества.

### Кончина А. Ахматовой. «Пунические войны»
Ещё с 1920-х годов ближайшими к А. Ахматовой людьми стала дочь Н. Пунина — Ирина и её дочь А. Каминская. По воспоминаниям Л. Чуковской, ради Пуниных Ахматова в 76 лет бралась за нелюбимые переводы. Много зарабатывая в последние годы жизни, Анна Андреевна тратила гонорары на нужды Пуниной и Каминской. По мнению С. Белякова, «скупая и суровая к сыну Ахматова, кажется, ничего не жалела для Ирочки и Анички». Отношения между Пуниной, Каминской и Л. Гумилёвым Л. Н. Ардов назвал «пуническими войнами». Практически все современники и современные биографы крайне негативно оценивают роль Пуниной и Каминской в судьбе Ахматовой. Одной из причин для неприязненных отношений было и завещание Ахматовой, заверенное в нотариальной конторе 20 сентября 1955 года, по которому всё своё имущество,

«…где бы таковое ни находилось и в чём бы оно ни заключалось, наличные деньги, ценности, облигации госзаймов и причитающиеся мне гонорары от издательств, я завещаю в полную собственность ПУНИНОЙ Ирине Николаевне».
5 марта 1966 года Анна Андреевна Ахматова скончалась в Домодедове, в санатории, куда её направили после очередного сердечного приступа. По рекомендации сверху, Московская писательская организация приняла решение официального прощания не устраивать, тело из Домодедовского санатория доставили 9 марта в Институт скорой помощи им. Склифосовского. После короткой церемонии гроб отправили самолётом в Ленинград.

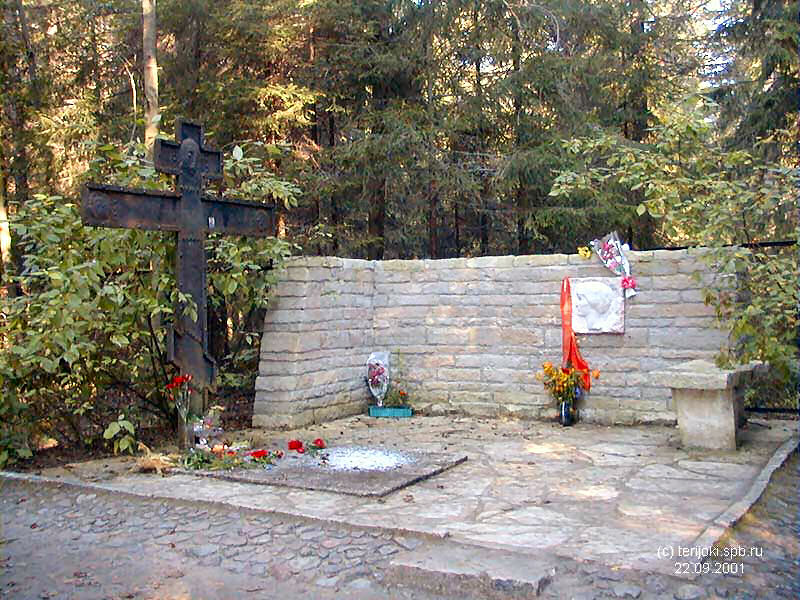
Могила А. Ахматовой в Комарове. Хорошо виден кованый крест, установленный Л. Гумилёвым

В день смерти Ахматовой М. Ардов посетил её квартиру на улице Ленина в Ленинграде, как раз туда пришёл и Лев Николаевич, снял шапку и произнёс: «Лучше бы было наоборот. Лучше бы я раньше неё умер». Похоронами распоряжался Гумилёв, он же встречал гроб в аэропорту. Гражданская панихида была назначена на 10 марта в ленинградском Доме писателей, но утром в Никольском морском соборе состоялось отпевание, заказанное Л. Гумилёвым. На похоронах Ахматовой, состоявшихся в Комарове, он не давал операторам вести киносъёмку и, по легенде, сломал две кинокамеры (по другой версии, плёнку изъяли и засветили сотрудники КГБ). Несанкционированную съёмку организовал режиссёр-документалист С. Д. Аранович вместе с операторами А. Д. Шафраном и В. А. Петровым. В 1989 году отснятые материалы С. Д. Аранович использовал в документальном фильме «Личное дело Анны Ахматовой».
После похорон обнаружилось, что из двух экземпляров завещания тот, что хранился в нотариальной конторе, исчез (на самом деле его отправили в архив, где он был обнаружен А. Каминской). Второй экземпляр, хранившийся дома, по свидетельству Н. Мандельштам (в письме Гумилёву 14 марта 1966 года), Ахматова порвала в день возвращения Гумилёва из лагеря. В результате произошло следующее: Гумилёв унаследовал деньги матери (в значительной степени пошедшие на похороны и установку памятника), а Пунина и Каминская распродали архив Ахматовой за значительную по тем временам сумму 7818 рублей 45 копеек — двумя частями: 4000 выплатил ЦГАЛИ, Публичная библиотека выплатила 3818 рублей. Гумилёв намеревался отдать все бумаги Ахматовой Пушкинскому дому за символическую сумму 100 рублей. Уже после того, как архив был продан, Пушкинский дом вчинил И. Пуниной судебный иск, а Гумилёв вступил в процесс в качестве третьего лица на стороне истца. В общей сложности процесс длился более трёх лет и закончился полным поражением Гумилёва. Впрочем, архив был для него скорее обузой, и в жизни его занимали совершенно другие дела; не было грамотного и близкого помощника, который мог бы вести дело.

## Теория пассионарности и этногенеза (1967—1992)

### Работа в университете
С защитой докторской диссертации жизнь Гумилёва входила в материальном плане в полосу благополучия. В 1962 году он перешёл на географический факультет ЛГУ, причём сначала его взяли на должность младшего научного сотрудника — с докторской степенью — на окладе в 160 рублей. Только 1 июля 1963 года учёный совет утвердил его в должности старшего научного сотрудника с окладом 350 рублей. Тогда же он возглавил Государственную предметную комиссию по географии и стал читать нерегулярные спецкурсы, за что полагались надбавки. Должность профессора он так и не получил, но так его почтительно называли не только студенты, но и коллеги и ближайшие друзья. Незадолго до пенсии он получил должность ведущего научного сотрудника, которая стала вершиной его академической карьеры.
Устраиваясь на работу в НИИ географии, Гумилёв оговорил право чтения специальных курсов на историческом факультете. Однако курсы, прочитанные им в 1962—1963 годах на кафедрах археологии и истории средних веков, большой популярностью не пользовались, В. Топоров даже определял их как «сплошное занудство». В 1971—1972 учебном году Гумилёв стал читать на вечернем отделении географического факультета два курса: «Народоведение» и «География населения», — по сути представлявшие собой изложение всемирной истории с точки зрения пассионарной теории. Они быстро приобрели популярность. Географ О. Г. Бекшенев свидетельствовал:

«Это был великий артист! Впечатление производил необыкновенное. Гумилёв хранил в памяти множество дат и фактов, хотя никакими записями он не пользовался. Перед Гумилёвым не было даже листочка с планом, при этом лекции были необычайно хорошо структурированы. Но после лекций в головах не оставалось ничего, потому что никто не конспектировал, все только слушали, не могли оторваться».
Читал Гумилёв обычно два раза в неделю, в 1980-х — один, к лекциям готовился очень тщательно, но при этом не любил, чтобы его конспектировали. На зачётах старался давать студентам творческие задания, например — найти на этнографической карте СССР хотя бы две ошибки. В 1980-е годы он охотно сотрудничал с обществом «Знание», в центральном лектории которого заполнялись все 750 мест и за билетами стояли очереди. Он также охотно выступал в Москве и Новосибирске. Впрочем, не всегда слушатели были в восторге. Михаил Ардов вспоминал:

«Само его выступление (а я ни до, ни после его публичных лекций не слушал) произвело на меня несколько тягостное впечатление. Разумеется, говорил он блистательно — сыпал фактами, именами, датами, парадоксальными суждениями… Но всё это как-то легковесно, несолидно, эдакий научный Аркадий Райкин, виртуоз на профессорской кафедре…»
Жизнь научного сотрудника была спокойной, она способствовала научной продуктивности: появляться на службе можно было несколько раз в месяц. По свидетельству С. Лаврова, Гумилёв приходил только «на заседания Учёного совета по диссертациям, причём делал это с огромным удовольствием и вкусом, ибо встречался здесь с друзьями. <…> Он мог с ними в коридоре покурить и неторопливо побеседовать, а после защиты… выпить по рюмке-другой». В середине 1970-х годов ВАК назначила Гумилёва «членом специализированного Учёного совета по присуждению степеней доктора географических наук». По свидетельствам современников, Лев Николаевич любил озадачивать диссертантов неожиданными вопросами. Когда один из соискателей назвал население полиэтничного Эквадора единым этносом, «эквадорцами», Гумилёв заметил: «А как назывался этнос Австро-Венгрии, где большинство составляли славяне? Австровенгры?»
За четверть века работы в институте Гумилёв пережил только один крупный конфликт — с директором НИИГЭИ А. И. Зубковым. По мнению С. Лаврова, его причиной была зависть к плодовитому в научном и публикационном плане подчинённому. Открытую форму конфликт принял в 1968 году, при очередном переизбрании на должность: научный семинар института не рекомендовал переизбирать Гумилёва, поскольку «тематика его исследований далека от направления и тематики института». Однако Учёный совет университета единогласно проголосовал за переизбрание Льва Николаевича.

### Формулирование пассионарной теории этногенеза
Легенда, восходящая к собственным рассказам Л. Н. Гумилёва, относила создание пассионарной теории этногенеза к зиме 1939 года, когда он ожидал пересмотра дела в тюрьме «Кресты». Своё открытие, явившееся в форме озарения, он якобы приравнивал к теории Маркса и излагал И. Н. Томашевской во время встречи в Москве с таким пылом, что она сравнивала его с гоголевским Поприщиным. Однако в 1991 году, в интервью газете «Неделя», Гумилёв очень осторожно говорил об истоках своей теории: в 1965 году он прочитал книгу В. И. Вернадского «Химическое строение биосферы Земли и её окружения» и в 1967 году опубликовал первую статью по этногенезу. Близко знавший его по географическому факультету ЛГУ С. Лавров склонялся к истинности именно этой версии. Таким образом, если и было озарение, то оно лишь задавало направление поиска.
В 1964—1967 годах Гумилёв опубликовал в «Вестнике ЛГУ» 14 статей, объединённых в цикл «Ландшафт и этнос», причём 9 из них были посвящены этногенезу. Согласно С. Белякову, пассионарная теория этногенеза должна была ответить на три вопроса:
1. Что такое этнос и какое место он занимает в историческом процессе?
2. Какие законы определяют появление и развитие этноса?
3. Как этносы взаимодействуют между собой?

Греческое слово «этнос» Гумилёв использовал вместо более распространённого латинского слова «нация» как менее политизированное. Термин «этнос» был и универсальным, и нейтральным, и сугубо научным. Однако ещё в 1968 году при общении с Н. В. Тимофеевым-Ресовским Гумилёв не смог дать чёткого определения этноса, фактически повторив определение С. М. Широкогорова, введшего его в русскую науку. При этом основная часть его главного труда — «Этногенез и биосфера Земли» — посвящена именно свойствам этноса, а не пассионарности.

#### Цикл пассионарности

График, изображающий зависимость пассионарности этнической системы от времени её существования. Составлен Л. Н. Гумилёвым

Пассионарность он определял так: «активность, проявляющаяся в стремлении индивида к цели (часто иллюзорной) и в способности к сверхнапряжениям и жертвенности ради этой цели». Пассионарность описывалась Гумилёвым на множестве ярких исторических примеров, в частности, Наполеона, Суллы, Жанны д’Арк, Александра Македонского, Ганнибала, даже Сталина. Их деятельность невозможно объяснить рациональными, то есть корыстными мотивами. Гумилёв не утверждал, что процесс этногенеза зависит единственно от пассионарности, включая и другие факторы: этническое окружение, географическая среда, уровень социально-экономического развития и технической оснащённости и т. д. Наибольшую роль, однако, играет явление, названное Гумилёвым «пассионарным напряжением»: количество пассионариев в этносе, соотношение пассионариев с обывателями и субпассионариями. «Пусковой момент» этногенеза — это внезапное появление некоторого числа пассионариев и субпассионариев. Фаза подъёма сопровождается быстрым увеличением числа пассионариев; акматическая фаза характеризуется максимальным числом пассионариев; фаза надлома — это резкое уменьшение их числа и вытеснение их субпассионариями; инерционная фаза — медленное уменьшение числа пассионарных особей; фаза обскурации — почти полная замена пассионариев субпассионариями, которые в силу особенностей своего склада либо губят этнос целиком, либо не успевают погубить его до вторжения иноплеменников извне.
Гумилёв разработал особые графики — циклы этногенеза для 40 различных этносов и начал располагать их пространственно — на карте мира. «Глядя на глобус, — рассказывал Л. Н., — я вижу, как космос сечёт своей плетью нашу планету… Другое дело — содержательная сторона этой „экзекуции“ в географических координатах. Тут предстоят ещё многие… раздумья и поиски». В результате Лев Николаевич разместил на карте Евразии и Северной Африки 9 осей пассионарных толчков, датированных им XVIII веком до н. э. — XIII веком н. э. С его точки зрения, это полосы шириной около 300 км, которые могут тянуться и в широтном, и в меридиональном направлении, иногда на 0,5 окружности планеты. Он сравнивал их с геодезическими линиями.

 «Один и тот же толчок может создать несколько очагов повышенной пассионарности (и как следствие — несколько суперэтносов). Так, толчок VI задел Аравию, долину Инда, Южный Тибет, Северный Китай и Среднюю Японию. И во всех этих странах возникли этносы-ровесники, причём каждый из них имел оригинальные стереотипы и культуры»— Гумилёв Л. Н. Тысячелетие вокруг Каспия. Баку, 1991. С. 14—17.
В поисках причины пассионарных толчков Лев Николаевич обратился к биологической составляющей человеческой природы. Позднее он откровенно признавался, что любая комбинация факторов не даёт возможности построить гипотезу, то есть непротиворечивое объяснение всех известных в данное время факторов этногенеза. Налаживать контакты с биологами он начал ещё в ноябре 1965 года и общался как минимум с тремя биологами — заведующим кафедрой генетики ЛГУ М. Е. Лобашёвым, заместителем директора Института биологии внутренних вод Б. С. Кузиным и Н. В. Тимофеевым-Ресовским — тогда заведующим отделом радиобиологии и экспериментальной генетики Института медицинской радиологии в Обнинске. С Тимофеевым-Ресовским Гумилёв познакомился в 1967 году, и Николай Владимирович согласился сотрудничать. Для Гумилёва было важно мнение именно генетика-биолога, специалиста в области популяционной и эволюционной биологии. Летом Гумилёв каждый выходной уезжал в Обнинск, Тимофеев-Ресовский дважды побывал у Гумилёвых на Московском проспекте. В личностном отношении между ними было много общего — Тимофеев-Ресовский гордился дворянством (потомок Всеволожских), в период жизни в Германии был знаком со всеми евразийцами и дружил с П. Н. Савицким — постоянным корреспондентом Гумилёва. Тимофеев-Ресовский, его ученик Н. В. Глотов и Гумилёв стали готовить в 1968 году большую статью для журнала «Природа» с изложением теории этногенеза, в которой биологи отвечали за популяционно-генетические основы теории. Но вскоре между ними начался конфликт, который объяснялся нежеланием Гумилёва отказываться от эстетически совершенных идей, если они не подтверждались фактами. Результатом стало то, что Тимофеев-Ресовский, который не терпел научно не обоснованных концепций, тем более — противоречащих научным представлениям, оскорбил Гумилёва, обозвав его «сумасшедшим параноиком, обуреваемым навязчивой идеей доказать существование пассионарности». Гумилёв его так и не простил, хотя Тимофеев-Ресовский извинялся. Лев Николаевич в ответ прислал обширное письмо, снабжённое двумя таблицами, в которых демонстрировались разногласия между ним и биологами. Н. В. Глотов, отвечавший на письмо Гумилёва, заметил: «По крайней мере половину содержащихся в ней вопросов просто нельзя даже ставить».
Причиной резкости стали содержательные особенности теории Гумилёва. Основываясь на трудах В. И. Вернадского, он заявил, что биогеохимическая энергия живого вещества биосферы аналогична электромагнитной, тепловой, гравитационной и механической. Большей частью она находится в гомеостазе — неустойчивом равновесии, но иногда наблюдаются флуктуации — резкие подъёмы и спады. «Тогда саранча летит навстречу гибели, муравьи ползут, уничтожая всё на своём пути, и тоже гибнут, крысы… из глубин Азии достигают берегов Атлантического океана…» Из трёх гипотез энергетического импульса Гумилёв отбрасывал две: солярную и подземную (радиораспад), — и оставил космическое облучение.

#### Публикация теории
Первая часть статьи Гумилёва «Этногенез и этносфера» вышла в январском номере «Природы» за 1970 год. Статья была снабжена картами этноландшафтных регионов, где возникали новые этносы, и 24 иллюстрациями, выполненными Н. В. Гумилёвой. Отклики появились уже в № 8 журнала в том же году. Автором первого был непосредственный начальник Гумилёва — профессор Б. Н. Семевский, который счёл своим долгом его поддержать. Хвалебные отзывы оставляли в основном коллеги-географы, но уже в 1971 году появилась подборка отзывов, написанных гуманитариями. Б. Кузнецов, проверив теорию Гумилёва на материале истории Тибета, пришёл к выводу, что закономерности подъёма и упадка Тибетского государства находятся в согласии с ростом и падением уровня пассионарного напряжения. Тем более жёсткой на этом фоне была рецензия М. И. Артамонова — давнего друга и покровителя Гумилёва. Он описал пассионарность в категориях «теории героя и толпы», он также не принял гумилёвской концепции этноса. Артамонов считал этнос «аморфной структурой», никак не связанной с ландшафтом и не имеющей «чётких очертаний», значение его в истории невелико.

### Исторические труды Гумилёва 1960—1970-х годов
В 1960-е годы Гумилёв впервые обратился к теме Древней Руси, причём в областях, которые ранее называл «скучными»: источниковедении и древнерусской филологии. В октябре 1964 года на заседании отделения этнографии Всесоюзного географического общества Гумилёв представил доклад о новой датировке создания «Слова о полку Игореве». Он датировал «Слово» не концом XII века, а 40—50-ми годами XIII века. Автор «Слова», по мнению Гумилёва, призывал князей к единству не в борьбе с половцами, тогда слабыми и раздроблёнными, а с монголами, зашифровав реалии своего времени под предыдущее столетие. Датировка основывалась на нескольких догадках, в том числе относительно трактовки слова «троян» и наличия на Руси несторианства. В 1965—1966 годах доклад в дополненном виде публиковался под названиями «Монголы XIII в. и „Слово о полку Игореве“» и «Несторианство и Древняя Русь». Специалисты практически не отреагировали на эти публикации. Например, В. Лихачёва — дочь академика Д. С. Лихачёва — свидетельствовала: «…папа не счёл нужным реагировать на статью… не сочтя её положения достойными серьёзного обсуждения». Однако русский учёный-эмигрант Г. В. Вернадский выступил с разбором аргументов Гумилёва и полностью их опроверг.
Лев Николаевич, гордясь своими изысканиями, включил их в новую книгу — «Поиски вымышленного царства», вышедшую в свет в издательстве «Наука» десятитысячным тиражом. По жанру этот труд называли «трактатом», и он отличался художественным изложением, которое вывело монографию за пределы академического сообщества. Журнал «Народы Азии и Африки» откликнулся на книгу благожелательной рецензией китаеведа Н. Ц. Мункуева. Рецензент оценил научное значение книги и заметил, что «по композиции и языку она приближается к произведению художественной прозы». Однако 13-я глава, посвящённая «Слову…», вызвала жёсткую критику академика Б. А. Рыбакова и повредила репутации Гумилёва в академическом сообществе.
Гумилёв поставил две задачи: во-первых, прояснить, как в пустынных степях Монголии внезапно возникла империя Чингисхана; во-вторых, сопоставить существование империи Чингисхана и легендарного царства пресвитера Иоанна и «Трёх Индий». Здесь Гумилёв изложил основы собственного понимания предмета источниковедения и собственную историческую концепцию. Одна из глав называется «Преодоление филологии» и, по мнению С. Лаврова, была следствием «выволочки», которую востоковеды-лингвисты устроили книге «Хунну». По мнению Гумилёва, филолог хочет ответить на вопрос: что говорит изучаемый автор, — а историк — что из сообщаемого этим автором правда. Историк, слепо следующий за источником, всего-навсего воспроизводит точку зрения данного автора, а не истинное положение вещей. «Что толку изучать чужую ложь, хотя бы и древнюю?» Иными словами, «филологически правильный перевод — это сырьё, требующее обработки». Таким образом, историческое исследование включает две ступени: первая — анализ, проводимый путём синхронистического подбора фактов, в котором важен весь политический «фон» любого события. Вторая — синтез, доминирует, когда книга обращена к широкому читателю; ему необязательно знать все аргументы, зато «язык допусти́м образный, подчас эмоциональный». Реализацией этих принципов и были «Поиски вымышленного царства».
Книгу «Хунны в Китае», вышедшую под грифом Института востоковедения АН СССР в 1974 году, С. Беляков именовал «самой страшной книгой Гумилёва». Она являлась прямым продолжением «Хунну», по хронологии заканчиваясь там, где начинаются «Древние тюрки». Собирать материал для книги Гумилёв стал ещё в лагере, собственно, эта книга и была частью «Хунну», но материал был оставлен на будущее при доработке рукописи в 1959—1960 годах. По словам самого Гумилёва, за «Хуннов в Китае» он взялся после «Поисков вымышленного царства», но работа затянулась, поскольку редактор В. В. Кунин заставил Льва Николаевича несколько сократить рукопись и переделать её.
«Хунны в Китае» — первая книга Гумилёва, посвящённая межэтническим контактам и этническим химерам. Книга вновь была построена как художественное произведение («античная трагедия» по С. Белякову), в основе композиции — развёрнутая метафора пожара: «Тление», «Вспышка», «Костёр», «Пожар», «Накал», «Полымя», «Три цвета пламени», «Зарево», «Огни гаснут», «Угли остывают», «Пепел». Речь идёт о войне Степи и Китая, ведшейся в течение двух веков. Гумилёв считал, что миграция степняков была вынужденной: в III веке Центральную Азию поразила засуха, и кочевники стали переселяться в северные окраины Китая. Хотя китайская власть приняла их холодно, знатные хунны получали китайское образование и приобщались к величайшей культуре Восточной Азии, но китайцами они так и не стали, китайцев своими не считали. Результатом стало восстание и создание новой власти, а потомки мигрантов стали оккупантами. Главным выводом Гумилёва из истории III—V веков стал такой: жизнь двух и более враждебных друг другу этносов на одной и той же территории превращает государство и общество в химеру — образование нестойкое и опасное для людей, в него входящих. Термин Гумилёв заимствовал из паразитологии и считал, что химеры обычно появляются на границах суперэтносов. Химеры — не единственная форма межэтнических контактов. Возможна также ассимиляция — поглощение одного этноса другим; как правило, она происходит при неконфликтном этническом контакте, но возможна даже в этнической химере. При пассионарных толчках возможна интеграция — создание нового этноса при слиянии нескольких старых. Гумилёв выделил ещё две формы межэтнических контактов, при которых этносы не сливаются, но и не враждуют: ксения (то есть «гостья») и симбиоз. Ксения — нейтральная форма: народы живут рядом, не сливаясь, но и не мешая друг другу. При симбиозе, положительной форме межэтнических контактов, возникают отношения дружественные, когда этносы не соперничают, а взаимно дополняют друг друга. Характер межэтнического контакта при химере или ксении определяется комплиментарностью, но симбиоз, помимо положительной комплиментарности, связан ещё и с разделением труда. Гумилёв объяснял конфликт китайцев и степняков несовместимостью их стереотипов поведения, их этнических традиций.
В 1976 году в журнале «Природа» вышло две рецензии на «Хуннов в Китае». Одна из них была написана профессиональным синологом — Л. С. Васильевым. Признавая множество недостатков и неточностей, происходящих от незнания Гумилёвым китайского языка и недоступности китайских источников, он делал такое заключение: «Это отнюдь не означает, что всё в построениях Л. Н. Гумилёва сомнительно и недостоверно. Как раз напротив, очень многое схвачено вполне точно, изложено достаточно убедительно и в принципе соответствует тому, как это реально протекало».

### Вторая докторская диссертация
Вторая докторская диссертация Гумилёва, превращённая затем в трактат «Этногенез и биосфера Земли», создавалась в начале 1970-х годов и стала логическим продолжением работ Льва Николаевича предыдущего периода и оформлением пассионарной теории этногенеза в целостном виде. На кафедре и на географическом факультете Гумилёва поддержали, поскольку он не претендовал на руководящие должности. По словам С. Белякова, «докторов наук много, но „дважды доктор наук“ — редкость. А докторов, защитивших докторские диссертации не в смежных гуманитарных науках (допустим, в истории и филологии), а в гуманитарных (история) и естественных (география), вообще трудно отыскать». Оппонировать работу пригласили докторов географических наук Э. М. Мурзаева (Москва) и А. М. Архангельского, а также доктора биологических наук Ю. П. Алтухова. Защита состоялась 23 мая 1974 года в большом зале Смольного. Выходя на трибуну, Лев Николаевич воскликнул: «Шпагу мне!» — и ему подали указку. При голосовании против был подан только один голос. Однако ВАК отказался утверждать учёную степень. По воспоминаниям С. Лаврова, диссертацию отдали на прочтение «чёрному рецензенту», который вернул её с большим количеством замечаний; затем Льву Николаевичу пришлось ехать в Москву. Коллеги по кафедре беспокоились, как бы Гумилёв, с его взрывным характером, не стал спорить с коллегией ВАК; опасения оправдались: Гумилёв в ответ на вопрос: «А кто же Вы всё-таки такой: историк или географ?» — «наговорил много лишнего и был провален. В Ленинград вернулся смущённый и несколько виноватый; не столько из-за печального итога, сколько из-за того, что не выполнил обещания держаться „в рамках“…» Впрочем, Лавров вспоминал, что «пришёл в ужас» от небрежности оформления и стиля автореферата, а также из-за того, что диссертация не соответствовала заявленной специальности «история науки и техники».
По данным, приводимым С. Беляковым, решение ВАК основывалось на рецензии Ю. Г. Саушкина, заведующего кафедрой экономической географии МГУ. В своей рецензии он подчёркивал, что Гумилёв — историк, а не географ: 

«…диссертация Л. Н. Гумилёва ничего не внесла в географическую науку, не обогатила её новыми научно доказанными положениями. В лучшем случае она показала направления и проблемы, ещё ждущие своего научного решения. Не подлежит сомнению то, что работа вполне самостоятельна, написана учёным большой культуры с исключительно большой научной эрудицией, вызывающей всяческое уважение рецензента. В этом отношении (несмотря на серьёзные ошибки) она стоит выше многих докторских диссертаций, и если основной критерий — научная эрудиция и общая культура, то Л. Н. Гумилёв есть доктор наук. (Впрочем, он и есть доктор исторических наук.) Но, повторяю ещё раз, в географическую науку он должного вклада не сделал, даже уводит её в сторону».
Разбирательство с диссертацией шло уже в 1976 году, когда Гумилёв ещё раз дискредитировал себя в глазах академической общественности.

#### «Старобурятская живопись»
С тибетской проблематикой Гумилёв впервые столкнулся в 1949 году, когда Н. В. Кюнер поручил ему описание коллекции Агинского дацана. По мнению С. Белякова, Гумилёв наделал при этом много ошибок, о которых и не подозревал. В 1974 году издательство «Искусство» предложило ему написать книгу о коллекции живописи из Агинского дацана. «Старобурятская живопись» включает 55 листов иллюстраций, синхронистическую таблицу (история Европы, Ближнего Востока, Центральной Азии с Тибетом и Китая с Маньчжурией) и вступительную статью «История, открытая искусством». Вместо обычной вступительной историко-искусствоведческой статьи Гумилёв написал художественное эссе об истории Тибета, буддизма, бона, митраизма (разновидностью которого он объявил бон) и даже манихейства, которые не имели отношения к предмету альбома. При её написании Гумилёв консультировался у Б. И. Панкратова.
Скандал возник после выхода книги из печати в 1975 году. Панкратов, обнаружив множество ошибок, устроил специальный их разбор 10 июня 1976 года в конференц-зале Музея антропологии и этнографии. В полусотне иллюстраций он нашёл 20 ошибок, например, на одной из танок архат сидит на олбоках, специальных подушках, а Гумилёв написал, будто архат сидит на книгах. Позолоченное изображение Зелёной Тары Гумилёв назвал Золотой Тарой и так далее. Рецензенты отмечали, что аннотации к иллюстрациям отражают уровень справочников 1930-х годов, а ценность представляет вступительная статья, в которой прослежена иконографическая традиция в её эволюции от Индии до берегов Байкала.

### «Этногенез и биосфера Земли»
Начиная с 1974 года теории Гумилёва начинают подвергаться критике в советской печати, и постепенно его перестают печатать в центральных журналах (за исключением «Природы»). В статье В. И. Козлова, опубликованной в журнале «Вопросы истории», Гумилёв критиковался за географический детерминизм (как немарксистский), а в теории естественности и непреодолимости межэтнических конфликтов рецензент увидел едва ли не оправдание фашизма. В целом, взгляды Гумилёва объявлялись не согласующимися с историческим материализмом.
В 1975 году Учёный совет географического факультета рекомендовал к печати диссертацию Гумилёва, но в издательстве ЛГУ рукопись не приняли. В 1977 году Лев Николаевич попытался устроить публикацию в издательстве «Наука», заручившись, помимо рекомендации учёного совета, ещё и 10 положительными рецензиями. Однако издательство направило рукопись одному из наиболее последовательных критиков Гумилёва — академику Ю. В. Бромлею, который не дал грифа Института этнографии. (Об отношении Гумилёва к Бромлею свидетельствует переделка его фамилии — «Бармалей») Выходом стало депонирование рукописи в ВИНИТИ, Учёный совет ЛГУ представил её к депонированию 30 октября 1978 года. В ВИНИТИ согласились принять рукопись разделённой на три выпуска; депонирование растянулось до октября 1979 года. Тем самым закончилось оформление теории Гумилёва в целостном виде.
Благодаря статьям и прежним книгам Гумилёва его популярность в среде интеллигенции в 1970-е годы стремительно повышалась; сотрудники ВИНИТИ стали делать копии рукописи; на чёрном рынке цена «Этногенеза и биосферы Земли» достигала 30 рублей. В 1982 году копирование рукописи Гумилёва прекратилось, по словам Н. В. Гумилёвой — из-за того, что типография ВИНИТИ была полностью занята копированием, и её руководство заявило, что печатать рукопись должна та организация, которая её одобрила. Всего, по официальным данным, депонированная рукопись Гумилёва была скопирована более 2000 раз.
В 1981 году «Этногенез и биосфера» впервые была отрецензирована в журнале «Природа», автором рецензии был кандидат философских наук Ю. М. Бородай. Собственно рецензия осталась незамеченной, но статья Бородая «Этнические контакты и окружающая среда» спровоцировала волну антигумилёвских публикаций. Статья Бородая обсуждалась в Президиуме АН СССР на заседании 12 ноября 1981 года, причём было принято решение разъяснить научную несостоятельность идей Гумилёва. Эту миссию возложили на академика Б. М. Кедрова. В итоге за «идеологический промах» заместитель главного редактора журнала В. А. Гончаров был уволен, а члены редколлегии А. К. Скворцов, А. Л. Бызов и А. В. Яблоков получили выговоры.
В период с 1982 по 1987 год издательства и редакции журналов практически перестали печатать Гумилёва, он ограничивался 1—2 публикациями в сборниках конференций и научных трудов. В 1985 году теории Гумилёва подверглись острой критике в статье «Прошлое и мы» Ю. Афанасьева. В целом, критика сводилась к «методологически неверным построениям», которые «опасны серьёзными идеологическими и политическими ошибками».
Отделение истории АН СССР даже опубликовало особое «Заключение», подписанное видными историками, в частности, И. Д. Ковальченко, А. П. Новосельцевым, В. И. Козловым, С. А. Плетнёвой и П. И. Пучковым. В нём взгляды Гумилёва отождествлялись с социал-дарвинизмом, географическим детерминизмом и др. Характерная формулировка:

«В работах Л. Н. Гумилёва немало бездоказательных, парадоксальных выводов, основанных не на анализе источников, а на „нетрадиционности мышления“, стремлении противопоставить свои взгляды „официальным точкам зрения“».

### Евразийство
Впервые о принадлежности Гумилёва к евразийству стали говорить и писать в конце 1970-х годов, сам Лев Николаевич в многочисленных интервью 1980-х годов также охотно именовал себя евразийцем. Тем не менее, по мнению многих современных исследователей, несмотря на некоторую общность, взгляды Гумилёва и евразийцев расходились в принципиальных вопросах. По С. Белякову основные моменты расхождения таковы:
1. Евразийцы включали в «евразийскую нацию» или «многонародную личность» все народы Советского Союза, а Гумилёв насчитал в СССР по меньшей мере семь суперэтносов.
2. Гумилёв практически не касался политических взглядов евразийцев и их государственно-правовой теории. Вопрос о государственном строе и форме правления был для него вообще малоинтересен.
3. Гумилёв, много и охотно критиковавший Запад (особенно в последние годы жизни), не критиковал ни либеральную демократию, ни рыночную экономику, ни тем более правовое государство. С его точки зрения неумеренное заимствование достижений Запада плохо лишь тем, что Россия просто не готова их воспринять. Он считал, что российский суперэтнос на 500 лет «моложе» романо-германского.
4. Гумилёв не присоединялся и к евразийской критике католицизма, вовсе игнорировал богословские вопросы, так занимавшие евразийцев[297].

Таким образом, Гумилёва можно считать евразийцем в буквальном смысле слова — сторонником русско-тюрко-монгольского братства. Для Гумилёва евразийство было не политической идеологией, а образом мысли. Он пытался доказать, что Русь — это продолжение Орды, а многие русские люди — потомки крещёных татар, на что потратил пятнадцать последних лет жизни.
Эти взгляды были изложены в его поздних работах — очерках «Эхо Куликовской битвы», «Чёрная легенда», популярной книге «От Руси до России», монографии «Древняя Русь и Великая степь». Кратко их содержание сводится к следующему: Александр Невский помог хану Батыю удержаться у власти и взамен «потребовал и получил помощь против немцев и германофилов». Татаро-монгольское иго, собственно, не было игом, а являлось союзом с Ордой, то есть русско-татарским «симбиозом» (в частности, Сартак был побратимом Александра Невского). Монголо-татары являются защитниками Руси от немецкой и литовской угроз, а Куликовская битва была выиграна крещёными татарами, перешедшими на службу московскому князю. Великий князь Дмитрий Иванович на Куликовом поле сражался с «агрессией Запада и союзной с ней ордой Мамая».
Ещё в 1978 году Гумилёв получил заказ на очерк о Хазарии для научно-популярного альманаха «Прометей» и написал «Зигзаг истории» — о захвате евреями власти в Хазарском каганате и ликвидации еврейского ига князем Святославом. Многие постулаты по истории обращения хазар в иудаизм Гумилёв почерпнул из исследований Артамонова, но придал им гораздо более радикальную трактовку. Так, например, ещё в 1950-е годы он писал об этом П. Н. Савицкому:

«Евреи, просочившись из Византии в Итиль, захватили „по блату“ (другого термина не могу подыскать) все видные должности и, опираясь на наёмную туркменскую гвардию, установили в Хазарии деспотический режим, жертвой которого оказались простодушные хазары…»— Письмо Гумилёва Савицкому 19 декабря 1956 года
Последние страницы «Зигзага истории» посвящены экскурсу в историю антисистем. Хазарский каганат Гумилёв признавал не только этнической химерой, но и «антисистемой», продемонстрировав неприязнь к иудаизму. В 1981 году очерк был возвращён автору. Гумилёв через суд добился выплаты гонорара, но опубликовать очерк удалось только в 1989 году, когда он был включён в книгу «Древняя Русь и Великая степь».
Подобного рода взгляды вызвали возмущение профессиональных историков, однако наиболее последовательным критиком Гумилёва стал писатель Владимир Чивилихин, включивший антигумилёвские главы в свой роман-эссе «Память». Они увидели свет в журнале «Наш современник» в конце 1980 года. Резкая критика взглядов Гумилёва занимает и большую часть вышедшей в 1982 году рецензии историка А. Г. Кузьмина.

### Перестройка
В 1986 году журнал «Огонёк» и «Литературная газета» начали публиковать поэтические произведения Николая Гумилёва — к его столетию, — редакции были на связи и с его сыном. В декабре 1986 года Лев Гумилёв совершил поездку в Москву на юбилей Д. С. Лихачёва и в ЦДЛ читал стихи отца, произведя сильное впечатление. В том же году в ЛГУ вернули курс «Народоведение».
В марте 1987 года Гумилёв отправил в ЦК КПСС письмо на имя А. И. Лукьянова с жалобой, что научные журналы и издательства не печатают его книг и статей. Результатом стало то, что за вторую половину 1987 и 1988 годы в свет вышло 2 книги и 14 статей Гумилёва — больше, чем за 10 предыдущих лет. В 1989 году были с разницей в полгода опубликованы «Этногенез и биосфера Земли» и «Древняя Русь и Великая степь». «Этногенез» опубликовали с отзывом Д. С. Лихачёва, предисловие написал этнограф Р. Ф. Итс. Итс, никогда не соглашавшийся с теориями Льва Николаевича, охарактеризовал трактат как литературное произведение, но вместе с тем оговаривал, что «не знает ни одного этнографа, который принимает эту оригинальную теорию этногенеза».
Пик популярности Гумилёва пришёлся на 1990 год, когда на Ленинградском телевидении записали 15 лекций Льва Николаевича, его интервью постоянно публиковались в ведущих литературных журналах.
К 1990 году Л. Н. Гумилёв пришёл в своих научных поисках к приложению некоторых теоретических аспектов синергетики к изучению этногенеза, о чём были в этом году были опубликованы две статьи в «Известиях Всесоюзного географического общества» его ближайшим учеником В. Ю. Ермолаевым и самим Львом Николаевичем
.
С 1988 года Лев Николаевич активно взаимодействовал с секцией синергетики географических систем Всесоюзного географического общества

, участвовал в заседаниях секции и обсуждал возможности моделирования эволюции этнических систем с помощью модели D-SELF. Позже эти наработки были опубликованы в статье и монографиях
.
В статье А. Г. Иванова-Ростовцева и Л. Г. Колотило «…Все мы сопричастны Вселенной…» авторы писали о работах Гумилёва:

«Его творения базируются на столь широком эмпирическом обобщении, что фактически является частью научной парадигмы — синергетики.
Его теория по существу содержит основные идеи междисциплинарной науки синергетики, получившей широкое признание за рубежом. Особенно благодаря работам лауреата Нобелевской премии И. Р. Пригожина и его научной школы (Бельгия) и профессора Г. Хакена (ФРГ), который и ввел термин „синергетика“.

Гумилёв подошёл к идеям, заложенным в теоретическое основание синергетики, опередив её творцов. Для примера: И. Пригожин получил Нобелевскую премию за работы в области неравновесной термодинамики, связанные с изучением становления, развития и вырождения структур в 1977 году, начав эти работы в 1967 году; Г. Хакен начал публиковать свою знаменитую серию сборников „Синергетика“ в середине 70-х годов. А Гумилёв опубликовал свою первую работу по этой теории ещё в 1965 году (разработав её основы гораздо раньше, в 1930-х — 1940-х годах)»
15 мая 1990 года на заседании Секции синергетики географических систем РГО, посвящённом 25-летию пассионарной теории этногенеза, географ Л. Г. Колотило выступил с предложением о выдвижении Гумилёва в действительные члены АН СССР, минуя избрание членом-корреспондентом. В этот же день данное предложение огласили участники круглого стола на Ленинградском телевидении в программе «Зеркало», где участвовали сам Лев Николаевич, А. М. Панченко, К. П. Иванов и Л. Г. Колотило. В конечном итоге академиком АН СССР Гумилёв избран не был. 29 декабря 1991 года он был избран действительным членом Российской академии естественных наук (РАЕН), созданной в противовес официальной и «бюрократической» АН СССР. В те времена статус и будущее РАЕН были ещё неясны, но своим званием он гордился и до конца жизни подписывал письма «академик РАЕН Л. Н. Гумилёв».

### Болезнь и смерть

Могилы Л. Н. и Н. В. Гумилёвых на Никольском кладбище Санкт-Петербурга

Выйдя на пенсию летом 1987 года в возрасте 75 лет (он остался ведущим научным сотрудником-консультантом на географическом факультете), Гумилёв не снизил научной и публикационной активности. Однако вскоре после переезда на Коломенскую улицу — в первую в жизни отдельную квартиру — Лев Николаевич перенёс инсульт, был частично парализован. Позднее он оправился, продолжал писать и принимать гостей, но полностью восстановиться так и не смог. К последствиям инсульта и язвы добавилась болезнь ног, из-за которой его водили на занятия под руки ещё в начале 1980-х годов. Осенью 1990 года он прочитал свою последнюю лекцию. С осени 1991 года его стали беспокоить боли в печени. 7 апреля 1992 года он был госпитализирован с диагнозом «жёлчнокаменная болезнь и хронический холецистит». После выписки состояние вновь ухудшилось. Он стал прощаться со старыми знакомыми, с которыми не общался десятилетиями. Он отправил послания Э. Герштейн и Очирын Намсрайжав.
23 мая 1992 года Гумилёву была сделана операция по удалению жёлчного пузыря; практически все родные и близкие учёного считали её ненужной. Открылось сильное кровотечение. Благодаря А. Невзорову весть об этом распространилась на всю страну, было много доноров и жертвователей. По воспоминаниям С. Лаврова, в петербургских газетах выходили сводки о состоянии здоровья Гумилёва:

«Когда ещё пресса (пусть местная) давала такие сводки? Разве что в 53-м… Но и это было как-то неожиданно для знавших Льва Гумилёва. Неожиданно хотя бы потому, что у людей в ту пору стало много совсем других забот, чисто бытовых, ведь именно тогда возникло слово „выжить“. Не могли же только слушатели его лекций по ТВ создать такой настрой прессы. Да, Гумилёв был известен, но думалось, что это „широкая известность в узком кругу“».
Судя по описаниям К. Иванова, две последние недели своей жизни Гумилёв провёл в коме и с 28 мая был подключён к аппаратуре жизнеобеспечения. 15 июня было решено аппаратуру отключить и сообщить о его кончине, что и было сделано около 23:00.
20 июня в Большом мемориальном зале Географического общества прошла гражданская панихида, отпевали его в церкви Воскресения Христова у Варшавского вокзала. После ряда бюрократических проволочек тело было похоронено в Александро-Невской лавре на Никольском кладбище.

## Личность. Частная жизнь
Образ жизни Гумилёва не менялся почти до середины 1960-х годов. Район, в котором он получил комнату в коммунальной квартире (Московский проспект, д. 195, кв. 218) на шестом этаже, располагался на тогдашней окраине, один только путь на работу занимал больше часа. Жена Г. Прохорова описывала комнату так:

«Комната его, хотя и была насквозь прокурена и шевелилась всеми обитавшими в ней клопами, но была удивительно уютна и даже артистична, и достигалось это всего лишь парой изящных миниатюр… и замечательным портретом Николая Степановича, прищуренный взгляд которого освещал комнату и всё, что в ней происходило». 
Судя по воспоминаниям, Гумилёв ладил с обитателями коммуналки, соседи помогали ему вести хозяйство и доверяли нянчиться с детьми. В этой же квартире Гумилёв принимал друзей, учеников и любимых женщин. В середине 1950-х годов он состоял в близких отношениях с Т. Крюковой, которая вычитывала корректуры статей и книг Льва Николаевича. Одновременно он вступил в связь с 18-летней Н. Казакевич (её рабочее место в библиотеке Эрмитажа находилось напротив стола Гумилёва) и Инной Сергеевной Немиловой, признанной первой красавицей Эрмитажа, замужней дамой. Их связь продолжалась вплоть до женитьбы Гумилёва в 1967 году, и когда они расстались, к нему пришёл муж, прося не оставлять её. К Н. Казакевич Гумилёв даже сватался, но родители были категорически против, и брак не состоялся.
С будущей женой, художницей Натальей Викторовной Симоновской (родилась 9 февраля 1920 года — скончалась 4 сентября 2004 года, урна с её прахом была погребена рядом с могилой Гумилёва), Гумилёв встретился в Москве у студенческого приятеля Ю. Казмичева. Знакомство состоялось 15 июня 1966 года, однако продолжилось оно только в августе. Отношения развивались медленно, в следующий раз они встретились весной 1967 года, и тогда же Лев Николаевич сделал ей предложение. Переехала она к нему в Ленинград на годовщину знакомства, но официально они расписались только в 1968 году. Вместе они прожили 24 года — до самой кончины Льва Николаевича. Этот брак окружающие называли «идеальным» — жена посвятила ему всю жизнь, оставив работу и старый круг знакомств. На выбор Гумилёва также повлияло то, что он не хотел иметь детей; тогда ему было 55 лет, его избраннице — 46. (В итоге наследницей Гумилевых стала племянница Натальи — Маргарита Новгородова).

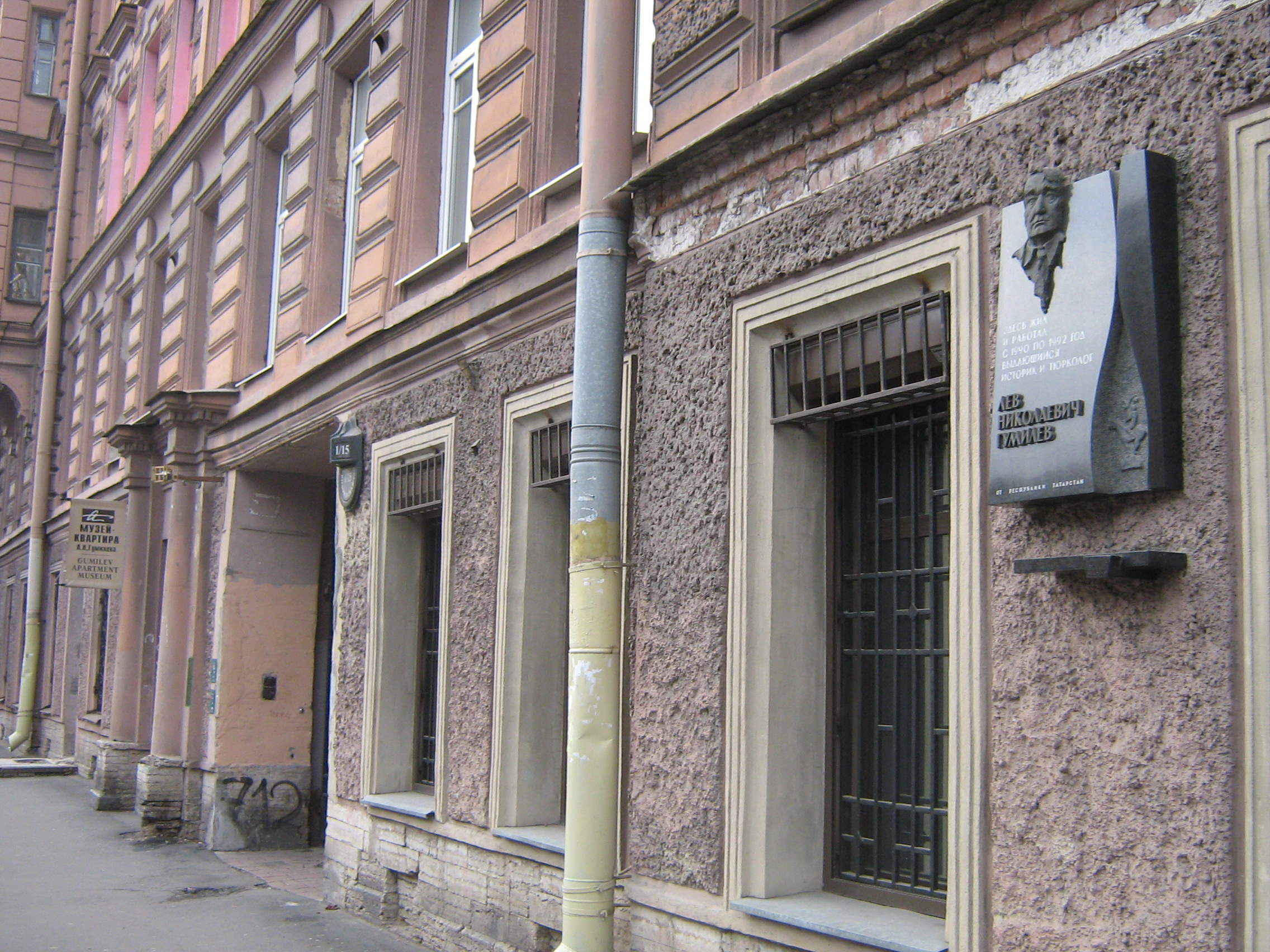
Мемориальная доска у подъезда музея-квартиры Л. Гумилёва в Петербурге

Благодаря хлопотам Н. В. Гумилёвой в 1974 году семья переехала в коммуналку на Большой Московской улице, дом 4, хотя сама она связывала переезд с визитом монгольского академика Ринчена Бимбаева (дяди давней пассии Гумилёва — Очирын Намсрайжав). К 1988 году квартира полностью освободилась, но из-за строительства перехода со станции метро «Достоевская» на «Владимирскую» дом стал оседать. М. Дудин, старый знакомый Ахматовой, помог Гумилёвым перебраться в двухкомнатную квартиру по улице Коломенской, 1. Ныне там находится мемориальный музей-квартира Гумилёва.
В быту Гумилёв всегда оставался непритязательным, хотя по советским меркам хорошо зарабатывал. Н. Симоновская вспоминала о первой встрече с Гумилёвым так: «Одет он был в короткий пиджак, из рукавов которого выглядывали манжеты рубашки». Дома Лев Николаевич носил клетчатую рубашку и широкие сатиновые шаровары. Это, впрочем, можно было списать и на его эксцентричность, которая напоминала ахматовскую. Например, Гумилёв не переносил картофеля и считал, что последний серьёзно осложнил жизнь русского крестьянина. Наталья Викторовна взамен варила суп с репой. На вокзал Гумилёв из принципа приходил за час до отправления — а вдруг раньше отправят? и т. д. Отдыхать он не любил: единожды в 1958 году на курорте Кисловодска лечил полученную в лагере язву, в 1959 году побывал на Рижском взморье, и больше уже никуда не ездил. За рубежом он побывал единственный раз в 1966 году, совершив поездку на археологический съезд в Прагу, где встретился с П. Н. Савицким. После женитьбы Гумилёвы по 10 месяцев в году жили в Ленинграде, а в июле и августе супруги переезжали в Москву, где в Новогиреево была квартира Натальи Викторовны. По выходным супруги гуляли по окрестностям Ленинграда — Павловску, Пушкину и другим.
Лев Гумилёв всю жизнь придерживался обрядовой стороны православия, о чём свидетельствовал даже на допросах в МГБ в 1949 году. Он по мере сил чтил православные праздники, хотя в церковь ходил редко; склонял к крещению друзей и учеников (в том числе Г. Прохорова и М. Ардова). Впрочем, по мнению М. Ардова, его взгляды были ближе к гностическим и в философском плане выводили за пределы христианства, об этом свидетельствует и краткое сочинение в форме катехизиса, озаглавленное «Апокриф». Например, Гумилёв полагал Бога не всеведущим и не всемогущим. Будучи в научном плане последовательным позитивистом, он не считал свои религиозные воззрения противоречащими научной картине мира.
Охладев к литературе в лагере, Лев Николаевич перестал читать современных авторов. Судя по воспоминаниям современников и составу личной библиотеки, поэтов, появившихся после 1930-х годов, он не знал вовсе. Прозу Гумилёв ценил ниже поэзии, и его вкусы, по определению С. Белякова, «застыли где-то в дочеховской эпохе. Впрочем, ни Чехова, ни позднего Льва Толстого Гумилёв не любил. „Крейцерову сонату“ он даже успеет поругать в „Этногенезе и биосфере Земли“. Из европейских писателей больше любил, кажется, французов, но самыми современными для него остались Эмиль Золя и Анатоль Франс. Французская литература XX века его не заинтересовала». В конце жизни он полюбил детективы и научную фантастику, особенно предпочитая творчество Брэдбери, С. Лема, Стругацких и С. Снегова, А. Кристи, Ж. Сименона (хранил даже вырезки из журналов с его рассказами), Д. Чейза.
Из так называемых вредных привычек Гумилёв терпимо относился к пьянству и курению. К водке он пристрастился ещё в университете, а затем на фронте, и, по словам С. Белякова, «усвоил советский (не русский…, а именно советский) обычай приходить в гости с бутылкой». Очевидно, он легко переносил алкоголь, однако, судя по воспоминаниям, никто никогда не видел его в откровенно пьяном виде. Сам он утверждал, что «водка — понятие психологическое». Гумилёв курил до конца жизни, всегда одни и те же папиросы «Беломорканал», причём беспрерывно, поджигая новую папиросу от догоревшей; он искренне считал, что курить не вредно. От курения над окном в его комнате образовалось чёрное пятно.
Своеобразной чертой личности Гумилёва была тюркофилия, которая проявилась ещё в молодости. Впервые она была декларирована в небольшой поэме 1938 года — «Диспут о счастье», являвшейся поэтическим переложением сюжета Рашид-ад-Дина. С 1960-х годов он всё чаще подписывал свои письма «Арслан-бек» (перевод имени Лев на тюркский язык), это прозвище придумал П. Н. Савицкий.

## Оценки
Среди многочисленных трудов, посвящённых Гумилёву, выделяется книга географа С. Б. Лаврова «Лев Гумилёв: Судьба и идеи», опубликованная в 2000 году. Её автор около 30 лет проработал вместе с Гумилёвым, многие приводимые им сведения имеют значение первоисточника.
Критике историка и литературного критика С. С. Белякова подверглась книга автора псевдоисторических работ о Гиперборее В. Н. Дёмина, опубликованная в серии «Жизнь замечательных людей» в 2007 году: «Гумилёв создал собственный терминологический аппарат, но Дёмин предпочитает ему терминологию профессиональных экстрасенсов, целителей и астрологов. Гумилёвская „пассионарность“ и „ноосфера“ Вернадского соседствуют здесь с „теллурической энергией“, „энергетикой сакрального места“, „внутренней энергетикой Матери-земли“ и „благотворным излучением Космоса“. Льва Гумилёва Дёмин причисляет к „русским космистам“, хотя „русский космизм“ никогда не был ни единым философским направлением, ни, тем более, наукой. Этот „космизм“ придумали авторы современных учебников по истории русской философии. В „русские космисты“ записали мыслителей, имеющих мало общего друг с другом». Последователем традиции русского космизма называет Гумилёва и лингвист В. П. Нерознак.
В 2012 году вышла монография Белякова «Гумилёв сын Гумилёва», удостоенная в следующем году второй премии «Большая книга».
Гумилёв создал несколько устойчивых исторических мифов.

#### Критика пассионарной концепции этногенеза
Пассионарная теория этногенеза Льва Гумилёва описывает этнос как «биосоциальный организм», возникновение этноса (этногенез) как результат совокупного воздействия космических энергий и ландшафта, как географически детерминированный процесс. Теория принадлежит к примордиализму, восходит к неоромантической концепции о народе, как единстве крови и почвы.
Взгляды Гумилёва выходят далеко за пределы научных представлений. Пассионарная концепция этногенеза Гумилёва не встретила поддержки научного сообщества в СССР и за его пределами.
Концепция Гумилёва подверглась жёсткой критике и не получила признания среди историков и этнологов; учёные отмечают как необоснованность её теоретических положений, так и вольное обращение автора с эмпирическим историческим материалом; отмечается, что автор демонстрировал незнание источников; пассионарную теорию рассматривают как ненаучную, квазинаучную или псевдонаучную.
На Западе теории Гумилёва до 2000-х годов были известны сравнительно мало. По мнению В. Козлова, труды Гумилёва не могли бы быть опубликованы в западных университетских издательствах по указанным выше причинам. Сокращённое английское издание «Этногенеза и биосферы Земли» вышло в Москве всего через год после книжного русского издания и прошло совершенно незамеченным. Первым отзывом западного учёного о теории Гумилёва была глава в книге американского специалиста по истории российской и советской науки профессора Лорена Грэхэма, при этом оригинальные тексты не использовались. Г. С. Померанц ещё в 1990 году столкнулся с ситуацией, когда редактор французского журнала «Diogenes» прямо заявил ему, что «теория этносов неинтересна западному читателю».

## Наследие
После кончины Гумилёва его вдова Наталья Викторовна вернулась в Москву, передав их квартиру на Коломенской улице для устройства музея. Это удалось сделать по ряду причин только в 2002 году. В 2004 году музей-квартира Л. Н. Гумилёва получил статус филиала Государственного музея Анны Ахматовой в Фонтанном Доме.
Гумилёв не создал научной школы и не стремился к этому, хотя с 1960-х годов сложился круг людей, считавших себя его учениками, первым из них был Г. Прохоров. В июле 1992-го был основан Фонд Льва Гумилёва, президентом которого избрали академика А. Панченко, вице-президентом — профессора С. Лаврова; В. Ермолаев стал председателем правления Фонда. В феврале 1993 года место Ермолаева занял психолог М. Коваленко, который в конце 1990-х отошёл от дел; в 2000-е годы фонд прекратил существование. В 1992—1993 годах Ермолаев совместно с В. Мичуриным издали так называемую «серую серию» (по цвету обложки) трудов Гумилёва в московском издательстве «Экопрос». В 1994 году Н. В. Гумилёва передала права на издание Айдеру Куркчи, который начал 15-томное собрание сочинений Льва Николаевича, создав специальный фонд «Мир Л. Н. Гумилёва»; к вдове и последователям Гумилёва авторские права вернулись только в 2000-е годы. В 1998 году появился просветительский интернет-портал «Гумилёвика», который, по мнению С. Белякова, «остаётся самым интересным и самым информативным сайтом, посвящённым Льву Гумилёву». Его книги, в том числе поэтические и художественные тексты, продолжают регулярно переиздаваться.
По мнению В. А. Шнирельман и С. А. Панарина,

Гумилев открыл шлюзы для вала субъективизма — и тот хлынул в историческую или, правильнее, псевдоисторическую науку… Гумилев, по существу, подготовил и почву для бурного произрастания разнообразных творцов псевдоисторического бреда (типа Анатолия Фоменко, Мурада Аджи и иже с ними), и необходимую аудиторию потребителей их продукции. Без него ни первые не были бы столь самоуверенны, ни вторые столь многочисленны. Ибо Гумилев своим авторитетом как бы санкционировал произвольное обращение с историей.

## Память
По мнению Сергея Белякова, «евразийство» принесло Льву Гумилёву «тысячи новых поклонников в Казани, Астане, Алма-Ате, Ташкенте, Улан-Удэ, может быть, даже в Улан-Баторе и Кызыле». Работы Гумилёва предоставили тюркским и монгольским этносам «новое место во всемирной истории». После смерти Гумилёв был отмечен большим числом почестей и наград. В 1992 году из Азербайджана была прислана Алмазная звезда Тугая.
По инициативе президента Республики Казахстан Нурсултана Назарбаева в 1996 году в столице Казахстана Акмоле именем Гумилёва был назван один из вузов страны, Евразийский национальный университет. В 2002 году в его стенах был создан музей-кабинет Л. Н. Гумилёва.
Имя Гумилёва носит средняя школа № 5 Бежецка Тверской области.
В честь юбилея Льва Гумилёва безымянная вершина высотой 3520 м (50° 8' 24" с. ш. и 87° 39' 50" в. д.), расположенная в Кош-Агачском районе Республики Алтай, вблизи границ России, Китая, Монголии и Казахстана, получила имя «Пик 90-летия Л. Н. Гумилёва».
2 августа 2003 года в Бежецке на Большой улице был установлен тройной памятник Николаю Гумилёву (в виде бюста), Анне Ахматовой и Льву Гумилёву. Средства на памятник были выделены Советом Федерации РФ и администрацией Тверской области. Скульптор — народный художник Российской Федерации Андрей Ковальчук.
В августе 2005 года в Казани «в связи с днями Санкт-Петербурга и празднованием тысячелетия города Казань» Льву Гумилёву был поставлен бюст на Петербургской улице, на постаменте которого выбиты слова: «Я, русский человек, всю жизнь защищаю татар от клеветы…».
На доме на Коломенской улице в Санкт-Петербурге, где Лев Гумилёв провёл последние два года жизни, установлена мемориальная доска на средства Республики Татарстан.
В Музее ИЭИ УНЦ РАН установлен бюст исследователя.
1 октября 2015 года во дворе Восточного факультета Санкт-Петербургского государственного университета был установлен первый в Санкт-Петербурге памятник Льву Гумилёву.

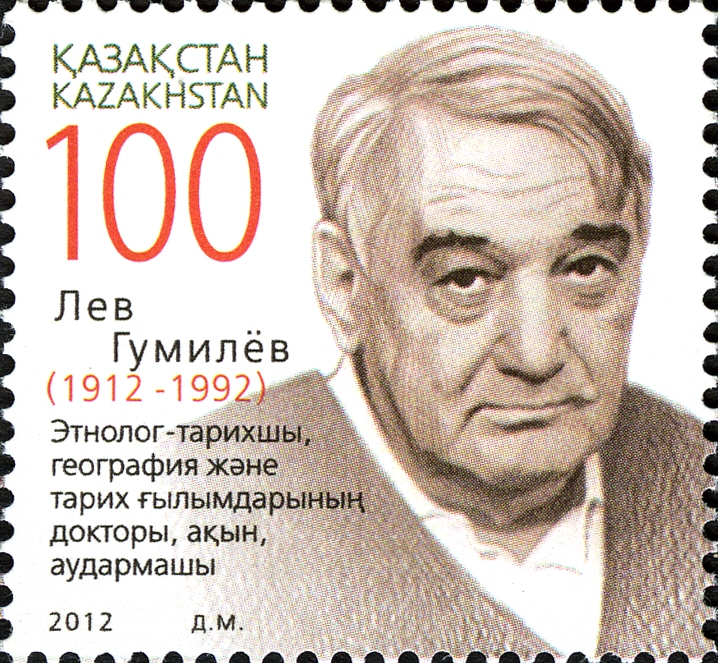
Почтовая марка Казахстана к столетию Льва Гумилёва
Памятник Анне Ахматовой, Николаю и Льву Гумилёвым в Бежецке
Один из корпусов Евразийского национального университета имени Гумилёва в Астане. Фото 2006 года
Памятник Льву Гумилёву на территории Евразийского национального университета имени Гумилёва в Астане
Памятник Льву Гумилёву во дворе Восточного факультета СПбГУ. Фото 2015 года

## Труды
Научные работы
Указываются также рецензии и критические отклики
- Политическая история первого тюркского каганата (546—659 гг.): Тезисы на соискание учёной степени кандидата исторических наук. — Л.: Ленингр. гос. ун-т., 1948. — 2 с.
- Хунну: Срединная Азия в древние времена / АН СССР. Ин-вост. лит-ры. — М., 1960. — 292 с. — 2500 экз.
Рец.: Васильев К. В. // Вестник древней истории. — 1961. — № 2. — С. 120—124.
Рец.: Вернадский Г. В. Из древней истории Евразии. «Хунну» // American Historical Review (New York). — 1961 — № 3. — С. 711—712.
Рец.: Думан Л. И. // Народы Азии и Африки. — 1962. — № 3. — С. 196—199.
Рец.: Воробьёв М. В. // Народы Азии и Африки. — 1962. — № 3. — С. 199—201.
Рец.: 3еленский А. Н. Книга Л. Н. Гумилёва «Хунну» // Материалы по отделению этнографии / Геогр. об-во СССР. — Л., 1962. — Ч. II. — С. 54—63.
- Древние тюрки VI—VIII вв.: Автореф. дисс. на соиск. уч. степени доктора ист. наук / Ленинградский гос. ун-т. — Л., 1961. — 28 с.
- Древние тюрки: История Срединной Азии на грани древности и Средневековья: (VI—VIII вв.): Дисс. на соиск. уч. степени доктора ист. наук. — Л., 1935—1961. — 753 л. — Рукопись.
- Хунно-китайская война III—II вв. до н. э. // Древний мир: Сборник статей: Академику Василию Васильевичу Струве. — М., 1962. — С. 410—417.
- Хазарская Атлантида // Азия и Африка сегодня. — 1962. — № 2. — С. 52—53. — Соавтор: А. Алексин.
- Гунны // Советская историческая энциклопедия. — Т. 4. — М., 1963. — Стлб. 889—891.
- Открытие Хазарии: (Историко-географический этюд) / АН СССР. Ин-т истории народов Азии. — М.: Наука. 1966. — 191 с. с илл. и карт. 15000 экз.
Рец.: Widera, Bruno. Otkrytie Chasarii (Die Entdeckung Chazariens) Zeitschrift fur Geschihtwissenschaft (Berlin). — 1968. — T. XVI. Heft. 2/9. — S. 247.
- Древние тюрки / АН СССР. Ин-т народов Азии. — М.: Наука, 1967. — 504 с., с карт. — 4800 экз.
Рец.: Максимовский Э. Знамёна на скалах // Веч. Алма-Ата. — 1968. — 3 янв.
Рец.: Werner Е. // Zeitschrift fur Geschlchwissenschft (Berlin). — 1968. — T. XVI. Heft. 2/9. — S. 1074—1077.
- Древне-монгольская религия // Доклады отделений и комиссий /Геогр. о-во СССР. — Л.. 1968. — Вып. 5: Этнография. — С. 31—38.
- Троецарствие в Китае // Доклады отделений и комиссий / Геогр. о-во СССР. — Л., 1968. — Вып. 5: Этнография. — С. 108—127.
- Климат и история // Знание — сила. — 1968. — № 4. — С. 28—29.
- Поиски вымышленного царства: (Легенда о «Государстве 'пресвитера Иоанна'»). — М.: Наука. 1970. — 431 с. — 9500 экз.
Peц.: Соковкин В. Слово о Великой степи // Советская Киргизия. — 1971. — 9 янв.
Рец.: //Вопросы философии. — 1971. — № 1. — С. 153.
Рец.: Куркчи А. // Декоративное искусство. — 1971. — № 12. — С.55.
Рец.: Рыбаков Б. О преодолении самообмана // Вопросы истории. — 1971. — № 3. — С. 152—159.
Рец.: Мункуев H. Ц. // Народы Азии и Африки. — 1972. — № 1. — С. 1—85, 189.
Рец.: Godzlnski, Stanislaw. Gywilizocjy wielklego Stepu // Niwe ksignzkl (Warzhawa). — 1974. — 15 mal. — S. 46—47.
- Этногенез и этносфера // Природа. — 1970. — № 1. — С. 46—55 — № 2. — С. 13—50.
Дискуссия: 1) Бромлей Ю. К. К вопросу о сущности этноса // Природа. — 1970. — № 2. — С. 51—55.
2) Семевский Б. Н. Взаимодействие системы «Человек и природа» // Там же. — № 8. — С. 74—75.
3) Дроздов О. А. Этнос и природная среда // Там же. — С. 75—76.
4) Куренной В. Н. Пассионарность и ландшафт // Там же. — С. 76—77.
5) Козлов В. И. Что же такое этнос // Там же. — 1971. — № 2 — С. 71—74.
6) Кузнецов Б. И. Проверка гипотезы Гумилёва // Там же. — С. 74—75.
7) Артамонов М. И. Снова «герои» и «толпа»? // Там же. — С. 75—77.
8) Ефремов Ю. К. Важное звено в цепи связей человека и природы // Там же. — С. 77—80.
9) Гумилёв Л. Н. Этногенез — природный процесс // Там же. — С. 80—82.
10) Бромлей Ю. В. Несколько замечаний о социальных и природных факторах этногенеза // Там же. — С. 83—84.
- Может ли произведение изящной словесности быть историческим источником? // Русская литература. — 1972. — № 1. — С. 73—82.
Отклик: Дмитриев Л. А. К спорам о датировке «Слова о полку Игореве» // Русская литература. — 1972. — № 1. — С. 83—86.
- Этногенез и биосфера Земли: Автореф. дисс. на соиск. уч. степени доктора геогр. наук. — Л., 1973 — 33 с. — ЛГУ.
- Этногенез и биосфера Земли: Дисс. на соиск. уч. степени доктора геогр. наук. — Л., 1965—1973. — 288 л. — Рукопись.
- Хунны в Китае: Три века войны Китая со степными народами. — М.: Наука. 1974. — 236 с. 24 с. с граф. и карт. — 5300 экз.
Рец.: Петров М. П. Природа и история в книге Л. Н. Гумилёва… С точки зрения географа // Природа. — 1976. — № 4. — С. 152—154.
Рец.: Васильев Л. С. Природа и история в книге Л. Н. Гумилёва с точки зрения синолога // Там же. — С. 154—156.
- Хунну // Советская историческая энциклопедия. — Т. 15. — М., 1976. — Стлб. 687.
- Старобурятская живопись: Исторические сюжеты в иконографии Агинского дацана. — М.: Искусство. 1975. — 57 с., 55 л. ил. — 10 000 экз.
Рец.: Ефремов Ю. К. История, открытая искусством // Природа. — 1976. — № 12. — С. 133—136.
- Шато // Сов. историч. энциклопедия. — Т. 16. — М., 1976. — Стлб. 134.
- Биосфера и импульсы сознания // Природа. — 1978. — № 12. — С. 97.
Отклики: Першиц А. И., Покшишевский В. В. Ипостаси этноса. — Там же. — С. 106—113.
- Этногенез и биосфера Земли. — М.-Л., 1979. — Депонировано ВИНИТИ. — № 1001—79. — Вып. 1. Звено между природой и обществом. — 10 авт. л.
- Этногенез и биосфера Земли. — М.-Л., 1980. — Депонировано ВИНИТИ. — № 3734—79. — Вып. 2. Пассионарность. — 10 авт. л.
- Этногенез и биосфера Земли. — М.-Л., 1980. — Депонировано ВИНИТИ. — № 3735—79. — Вып. 3: Возрасты этноса. — 10 авт. л.
Отклики: 1) Бородай Ю. М. Этнические контакты и окружающая среда // Природа. — 1981. — № 9. — С. 82—85.
2) Кедров Б. М., Григулевич И. Р., Крывелев И. А. По поводу статьи Ю. М. Бородая «Этнические контакты и окружающая среда» // Природа. — 1982. — № 3. — С. 88—91.
- Этногенез и биосфера Земли. / Под ред. канд. геогр. наук К. П. Иванова. — М.-Л., 1987 — Депонировано ВИНИТИ. N 7904 — В87. — Вып. 4. Тысячелетие вокруг Каспия. — Ч. 1. — 219. с.м.п.
- Этногенез и биосфера Земли / Под ред. канд. геогр. наук К. П. Иванова. — М.-Л., 1987. — Депонировано ВИНИТИ — N 7905 — В87. — Вып. 4. Тысячелетие вокруг Каспия. — Ч. 2. — 189. с.м.п.
- Биография научной теории, или Автонекролог // Знамя, 1988. № 4. — С. 202—216.
- Этнос: мифы и реальность [Фрагмент монографии «Этногенез и биосфера Земли»] // Дружба народов. — 1988. — № 10. — С. 218—231.
- Письмо в редакцию «Вопросов философии» // Вопросы философии, 1989. — № 5. — С. 157—160.
- Этногенез и биосфера Земли / Под ред. доктора геогр. наук. профессора В. С. Жекулина. — 2 изд. испр. и доп. — Л.: Изд-во ЛГУ, 1989. — 496 с.
Рец.: Чемерисская М. И. // Народы Азии и Африки. — 1990. — № 4. — С. 184—191.
- Чёрная легенда: историко-психологический этюд / Подг. текста и вступ. статья А. Фарзалиева // Хазар (Баку). — 1989. — № 1. — С. 5—43. — Соавтор А. И. Куркчи
- Отрицательные значения в этногенезе: Почему необходима новая наука — этнология // Наука и техника (Рига). — 1989 — № 8 — С. 16—19. — С. 24—26.
- Мифы и реальность этносферы // Дружба народов. — 1989. — № 11. — С. 195—199.
- Древняя Русь и Великая степь. — М.: Мысль, 1989. — 766 с.
Рец.: Михаил Трипольский. Об извращении истории // Новое русское слово, 1994, 9 декабря.
- География этноса в исторический период. — Л.: Наука, 1990. — 253 с.
- Этносы и антиэтносы: Главы из книги // Звезда. — 1990. — № 1. — С. 134—142. — № 2. — С. 119—128. — № 3. — С. 154—168.
- Никакой мистики. [Интервью о книге «Этногенез и биосфера Земли»] // Юность. — 1990. — № 2. — С. 2—6.
- «Славянские ль ручьи сольются в русском море?..» Петербургские встречи. [Беседа Л. Н. Гумилёва, А. М. Панченко, К. П. Иванова] // Литературная учёба. — 1990. — № 6. — С. 69—79.
- Заметки последнего евразийца. [Предисловие к книге Н. С. Трубецкого «Язык. История. Культура»] // Наше наследие. — 1991. — № 3. — С. 19—26.
- От Руси к России. — М., 1992.
- Конец и вновь начало. — М., 1992.
- Этнические процессы: два подхода к изучению // Социологические исследования, 1992, № 1, С. 50—57. — Соавтор: К. П. Иванов.
- Из истории Евразии. — М., 1993.
- Тысячелетие вокруг Каспия. — М., 1993.
- Зигзаг истории / Этносфера: История людей и история природы. — М.: Экопрос, 1993.

Редактирование, составление, комментарий, переводы
- Тибетские народные песни / Пер. с китайского А. Клещенко. Предисловие; ред. переводов и примечания Л. Н. Гумилёва. — М.: Гослитиздат, 1958. — 126 с.
- Бичурин Н. Я. (Иакинф). Собрание сведений по исторической географии Восточной и Срединной Азии / Сост.: Л. Н. Гумилёв, М. Ф. Хван.; ред. Л. Н. Гумилёва. — Чебоксары: Чувашгосиздат, 1960. — 758 с.
- М. И. Артамонов. История хазар. — Л.: Изд.-во гос. Эрмитажа, 1962. — 553 с. — Примечания, редактирование Л. Н. Гумилёва.
- Майдар Д., Пюрвеев Д. От кочевой до мобильной архитектуры. — М.: Стройиздат, 1980. — 215 с. — Соредактор.
- «Дар слов мне был обещан от природы»: Полное собрание творческого художественного наследия / Подг. текста, коммент. М. Г. Козыревой, В. Н. Вороновича. — СПб.: ООО «Издательство Росток», 2004.

## Комментарии
1. ↑  Деревня исчезла в 1960-е годы. Располагалась недалеко от сохранившегося села Градницы Бежецкого района Тверской области.
2. ↑  Благодаря биографии С. Лаврова, опиравшегося на воспоминания Л. Гумилёва 1980-х годов, также широко распространена версия о его рождении в Царском Селе в доме на Малой улице — ныне ул. Революции[13].
3. ↑  На самом деле Лев Гумилёв по происхождению не принадлежал к дворянскому сословию. Личное дворянство (за службу) было у его деда Степана Яковлевича, ни его сын — Николай Степанович Гумилёв, ни внук Лев его унаследовать не смогли. В январе 1912 года старший брат Николая Степановича, Дмитрий Степанович Гумилёв, подал в Сенат прошение о признании его потомственным дворянином, но получил отказ. Дворянство Ахматовой ко Льву перейти не могло, но Лев Николаевич, как и его отец, охотно приписывал себе дворянство: легенда ему нравилась больше и лучше вписывалась в обстоятельства его жизни[18]
4. ↑  А. А. Ахматова тогда получала персональную пенсию «за заслуги перед русской литературой».
5. ↑  По подсчётам С. В. Калесника, Л. Н. Гумилёв участвовал в следующих экспедициях:
 1931 — Прибайкальская геологоразведочная;
 1932 — Таджикская комплексная;
 1933 — Крымская геологическая (экспедиция четвертичной комиссии Геологического института АН СССР); в том же сезоне экспедиция Симферопольского музея (раскопки пещеры Чекура);

1935 — Манычская археологическая;
 1936 — Саркельская археологическая;
 1943 — Хантайская геофизическая;
 1943—1944 — два сезона Нижнетунгусской геологоразведочной;
 1946—1947 — два сезона Юго-Подольской археологической экспедиции;
 1948 — Горноалтайская археологическая;
 1949 — Волгодонская (Саркельская) археологическая; 
1957 — Ангарская археологическая;
 1959—1963 — пять сезонов Астраханской археологической экспедиции;
 1964 — экспедиция под руководством почвоведа Александра Гавриловича Гаеля на реку Арчеда (низовья Дона);
 1967 — Кавказская этноархеологическая[33].
6. ↑  Впрочем, из показаний Борина следовало, что Гумилёв говорил об этом в нетрезвом виде[51].
7. ↑  В этом плане показательно свидетельство из книги «Открытие Хазарии»: «В нашем распоряжении оказались нивелир и карты, палатка и спальные мешки с раскладушками, машина с шофёром Федотычем и примус со стряпухой Клавой»[53]. Лев Николаевич писал это о материально-техническом обеспечении Астраханской археологической экспедиции.
8. ↑  В. Дёмин приводил явно ошибочный август, без указания даты; у В. А. Черных приводится 22 октября, которым был датирован ордер на арест.
9. ↑  Позднее Гумилёв говорил жене — Наталье Викторовне, — что очень уважает Солженицына, потому что тот смог написать «Архипелаг ГУЛАГ». «Мне, — говорил он, — даже вспоминать это всё не по силам»[84].
10. ↑  Полный список лагерных специальностей выглядит так: землекоп, горняк меднорудной шахты, книгохранитель библиотеки рудника 3/6, техник, геолог (в геотехнической, а затем в геофизической группе горного управления), а к концу срока — лаборант-химик[87].
11. ↑  Приводимое во врезке стихотворение «Огонь и воздух» лагерными друзьями Гумилёва считалось программным, «достойным занять место в самой взыскательной поэтической антологии»[92].
12. ↑  По мнению С. Белякова, стихи свидетельствуют, что взгляд на войну у Гумилёва романтический, напоминающий отцовский, но при этом легкомысленный, что сказалось и на образном ряде: «…осколки, как пчёлки, жужжат». Имелись и прямые текстуальные совпадения[108].
13. ↑  Гегелевский закон отрицания отрицания Гумилёв изложил стихами Николая Заболоцкого, историю народнического движения — стихами Бориса Пастернака, процитировав большой фрагмент его поэмы «1905 год». Поскольку в университете тогда преобладала профессура старой школы, такой эпатаж воспринимался как «яркий и нестандартный поступок незаурядного человека»[114].
14. ↑  Василий Никифорович Абросов (1919—1985) — озеровед и ихтиолог. После тяжёлого ранения в 1942 году был демобилизован и поселился в Сибири у матери. С Л. Н. Гумилёвым познакомился в Туруханске и в течение 30 лет поддерживал с ним дружеские связи. Абросов бывал и в Фонтанном доме. В личной переписке с ним Гумилёв проявлял предельную откровенность[124]
15. ↑  Людмила (Люша) Глебова (1917—1990) — дочь Н. Н. Глебова, сестра художницы Татьяны Глебовой. Художница (акварелист), художник-оформитель. Училась в Академии Художеств у А. Т. Матвеева, на скульптурном отделении, а также в Ленинградской консерватории по классу органа у И. А. Браудо. Из-за войны была вынуждена прервать обучение. После эвакуации, вернувшись в Ленинград, работала в Ленинградских специальных научно-реставрационных производственных мастерских, принимала участие в реставрации дворцов Ораниенбаума и Гатчины. Работала скульптором в мастерских театра кукол Е. С. Деммени в Ленинграде.  Поэтесса, переводчица с немецкого языка. В 1945—1946 годах — невеста В. Н. Петрова, с которым рассталась, приняв предложение Л. Н. Гумилёва, в этом решении сына поддерживала А. А. Ахматова, но в конце концов её сын и Л. Н. Глебова «не сошлись характерами». Написала воспоминания о своей семье, некоторые фрагменты их изданы[126].
16. ↑  Подробнее о её личности и круге общения писала О. Рубинчик[128].
17. ↑  Сын Николая Гумилёва и Ольги Высотской (годы жизни: 1913—1992)[169].
18. ↑  Гумилёв вообще преувеличивал свою значимость в глазах властей, это ощущение передалось и его жене. Например, Н. В. Гумилёва в своих воспоминаниях совершенно серьёзно утверждала, что сосед по коммуналке на Московском проспекте — милиционер — приставлен для надзора органов. После переезда на Большую Московскую «постоянно, в наше отсутствие, проводили „шмоны“, искали что-то в бумагах. Лев, зная их повадки и уже разозлившись, однажды написал записку: „Начальник, когда шмонаешь, книги клади на место, а рукописи не кради. А то буду на тебя капать!“ — и положил в ящик письменного стола. Записка примерно такого же содержания лежала и в его письменном столе и в моей московской квартире, куда мы переезжали каждый год на лето»[200].
19. ↑  Русский перевод опубликован в 2016 году[209]
20. ↑  В день похорон поставили простой деревянный крест, а далее Гумилёв заказал кузнецу и реставратору В. Смирнову большой металлический крест, а скульптору Игнатьеву — мраморный барельеф Ахматовой. Смирнов убедил Гумилёва, что сын непременно должен сам принести и установить крест на могилу матери, что и было сделано на Комаровском кладбище[237].
21. ↑  Детей у Л. Н. Гумилёва не было. По словам А. М. Панченко, «Советская власть добилась, чтобы род Гумилёвых исчез. Ведь сколько раз бывало — только он собирается жениться — арест»[336].
22. ↑  «Апокриф» существует в двух вариантах — кратком, опубликованном в книге «Древняя Русь и Великая степь», и пространном, изданном после смерти Гумилёва в сборнике «Этносфера: История людей и история природы».